# Byzantinische Kunst

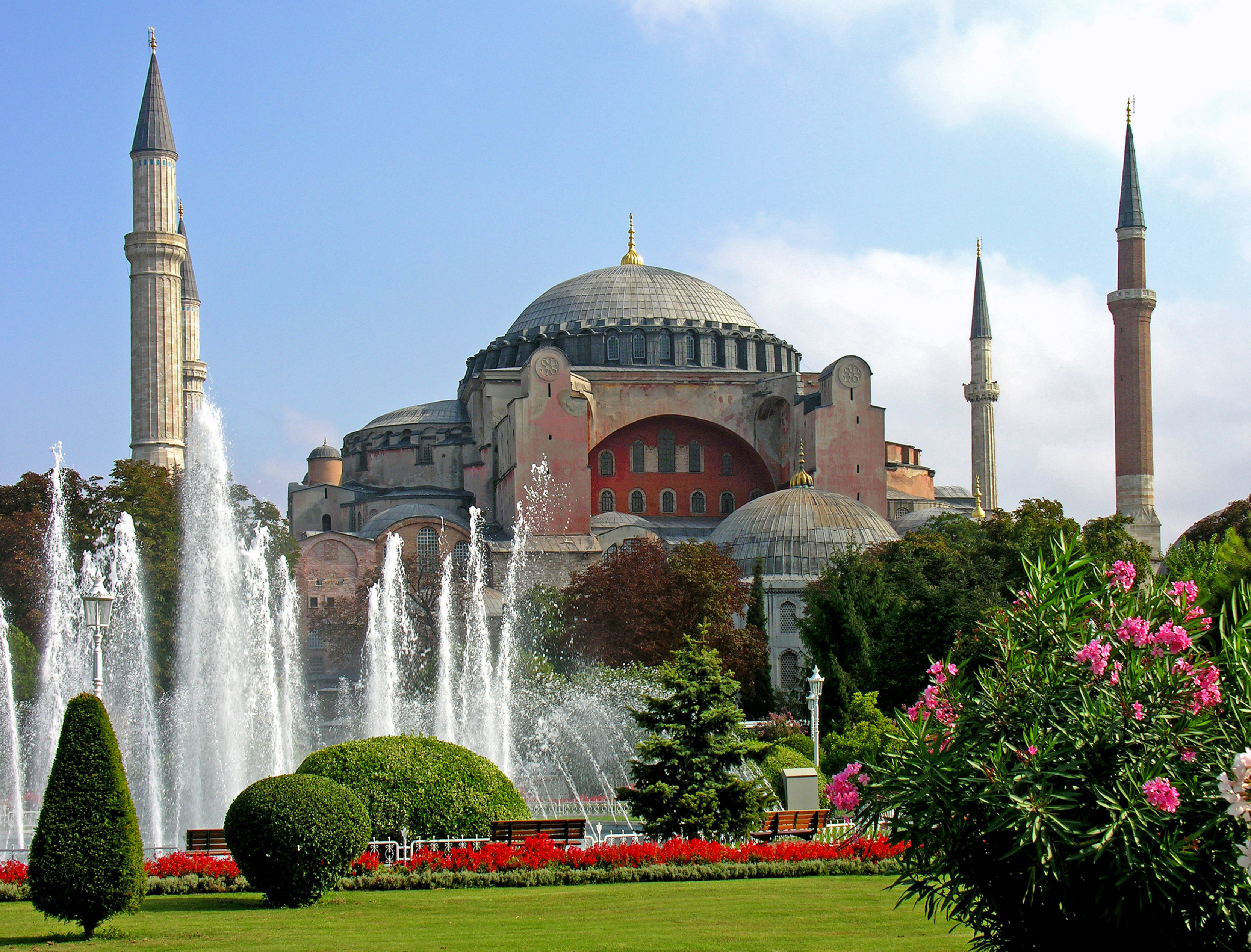
Hagia Sophia, Hauptkirche der Christen im Byzantinischen Reich (Istanbul)

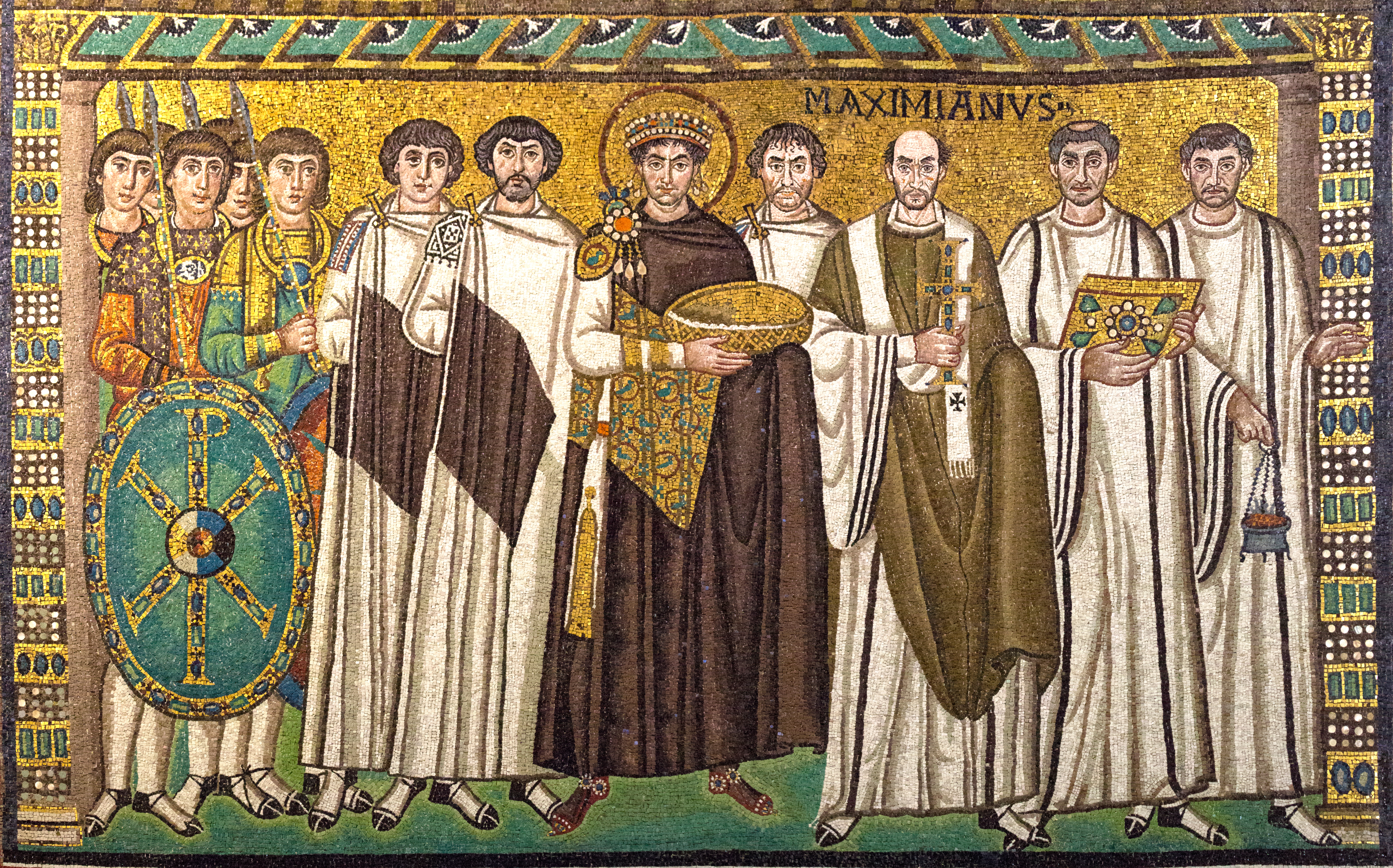
Kaiser Justinian I., Mosaik in der Kirche San Vitale in Ravenna

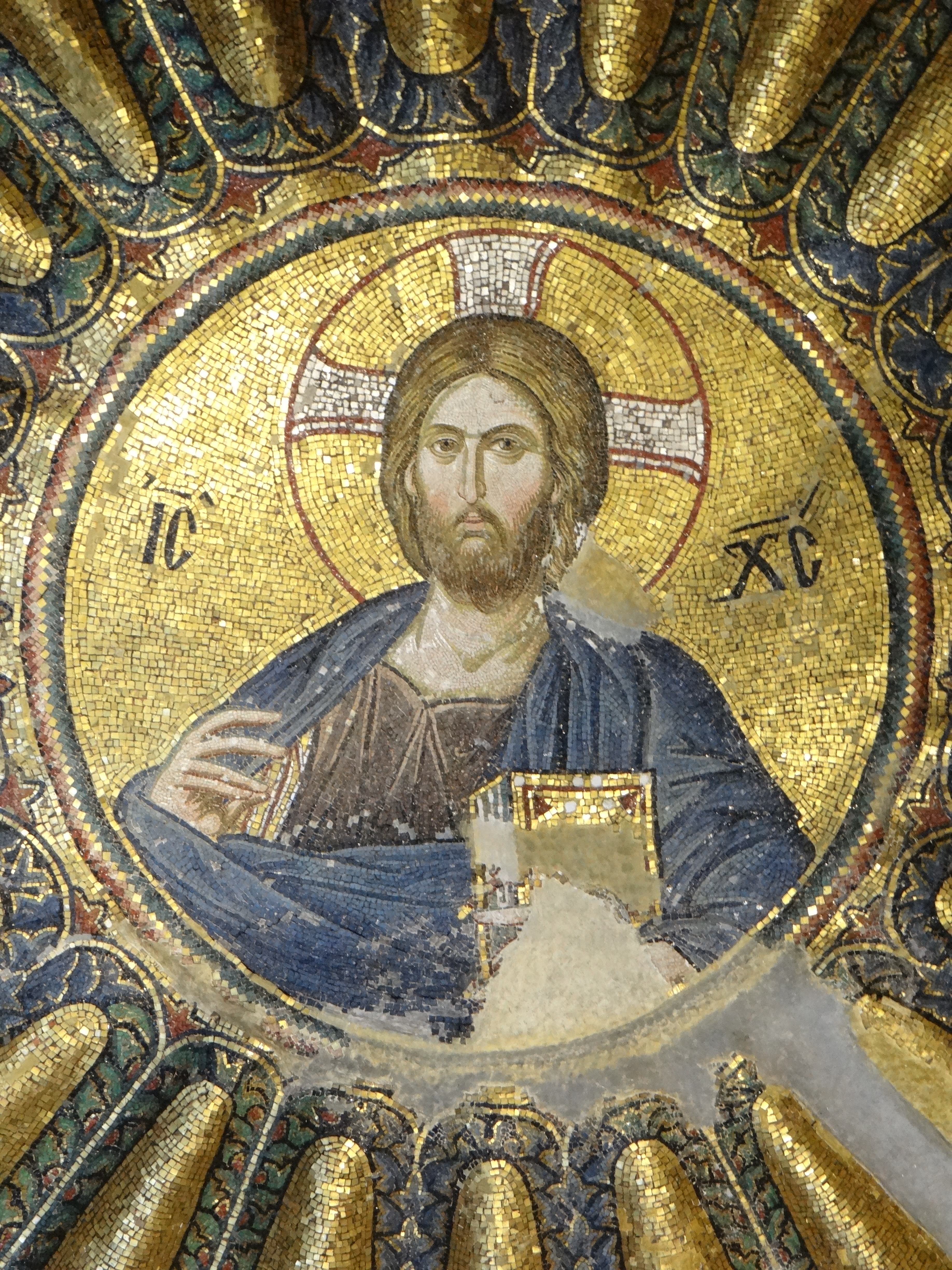
Pantokrator-Mosaik in der Chora-Kirche in Konstantinopel

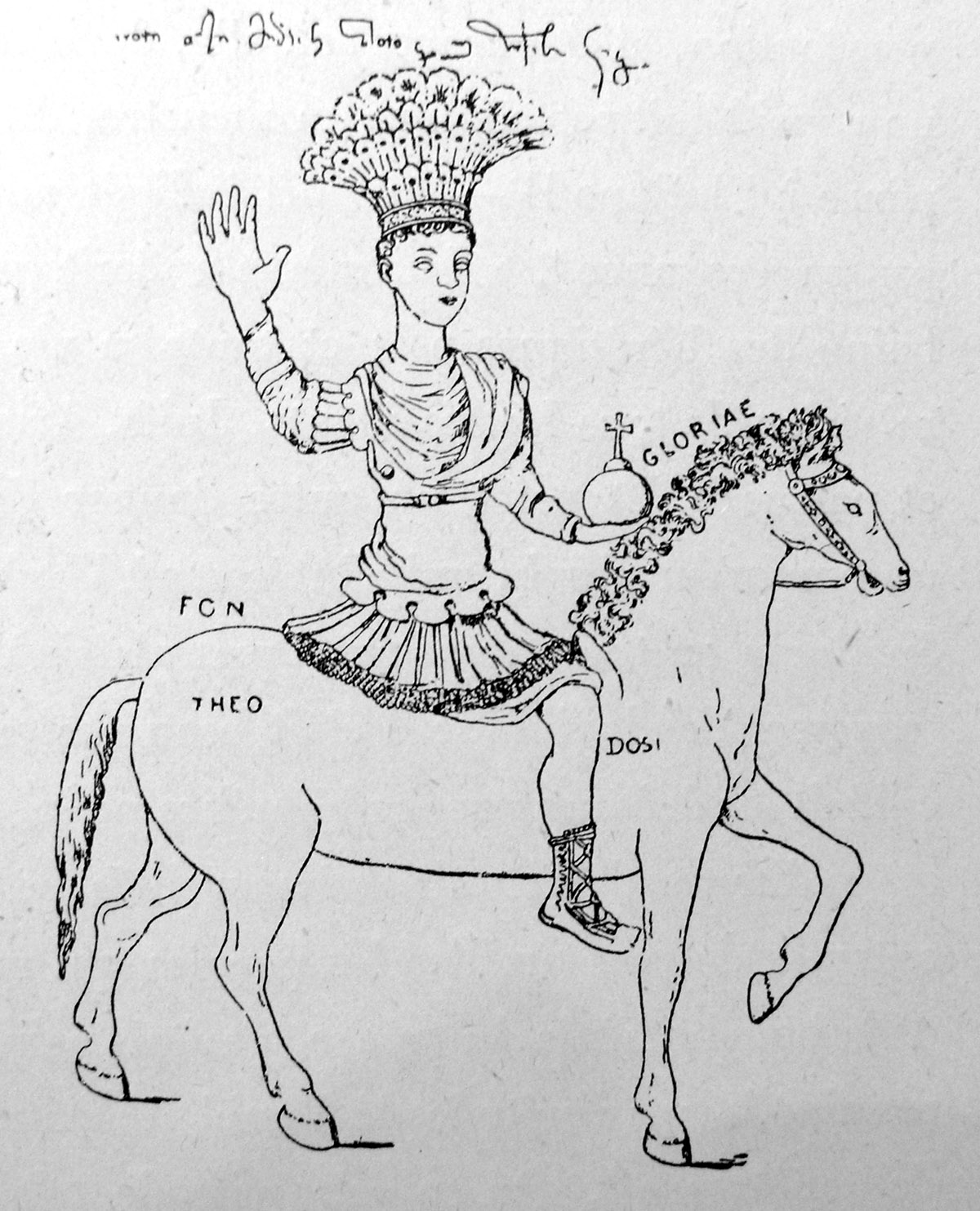
Zeichnung der verloren gegangenen Monumentalstatue vom Augustaion in Konstantinopel mit der Darstellung Kaiser Justinians (Justinian-Säule), Zeichnung von Nymphirios, Universitätsbibliothek Budapest (Ms. 35, fol. 144 v.)

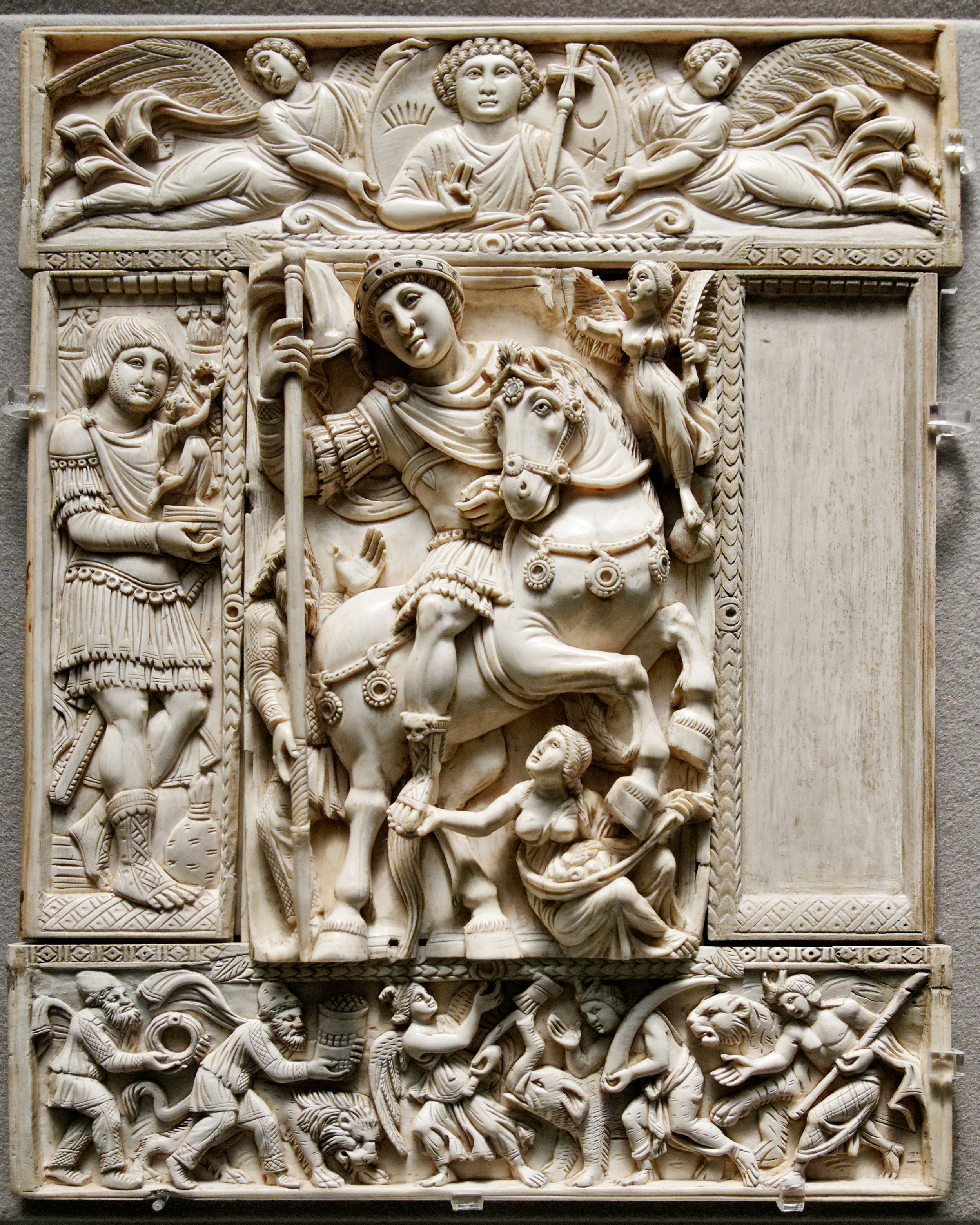
Kaiser Justinian I. oder Anastasios I., sog. Barberini-Diptychon, Elfenbeinschnitzerei (Paris, Louvre)

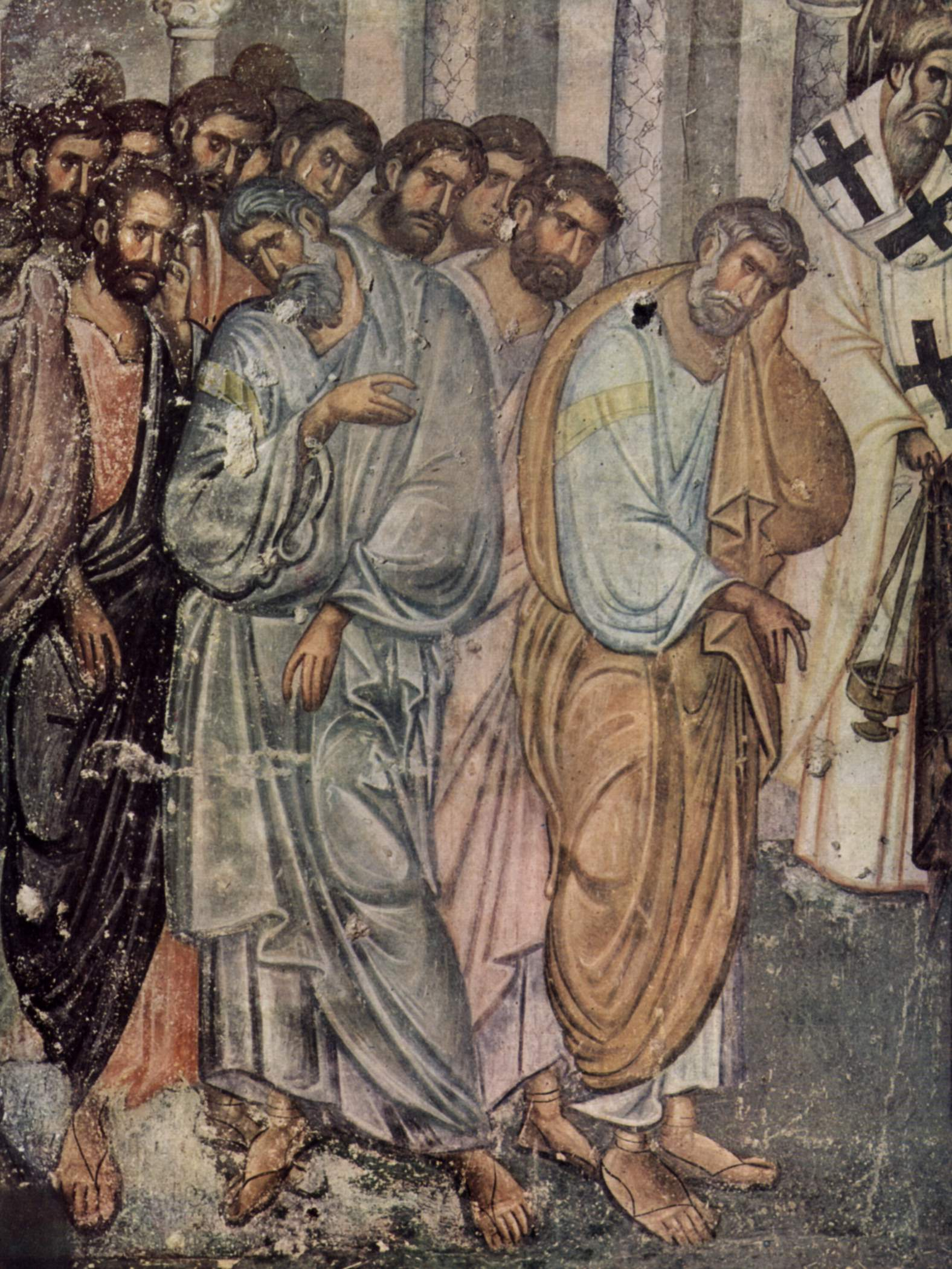
Ausschnitt aus Entschlafen Mutter Mariä (ca. 1265) Fresko in Sopoćani (Serbien), dem Hauptwerk spätbyzantinischer Freskomalerei

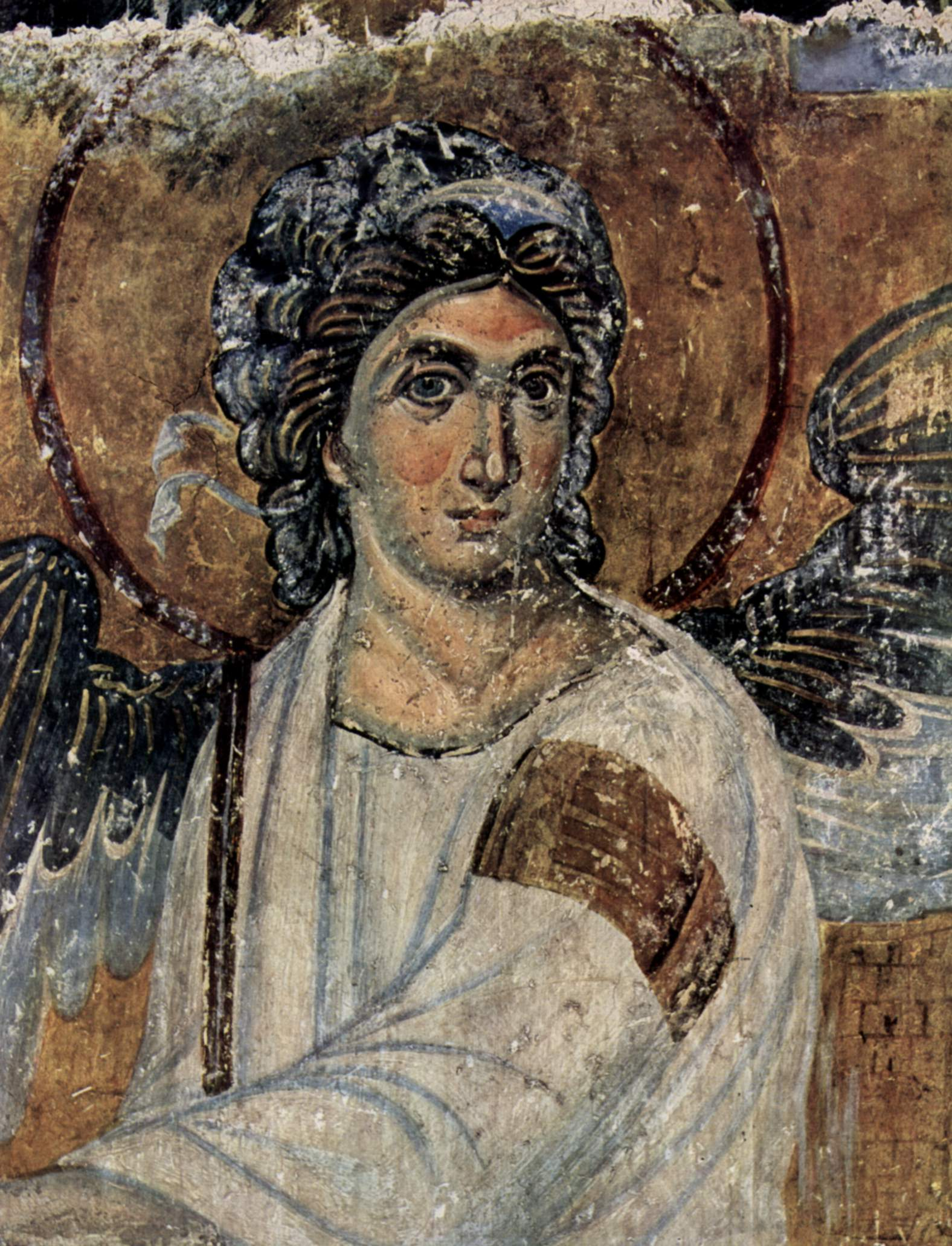
Ausschnitt Engel am Grab Christi (ca. 1235) Fresko in Mileševa (Serbien)

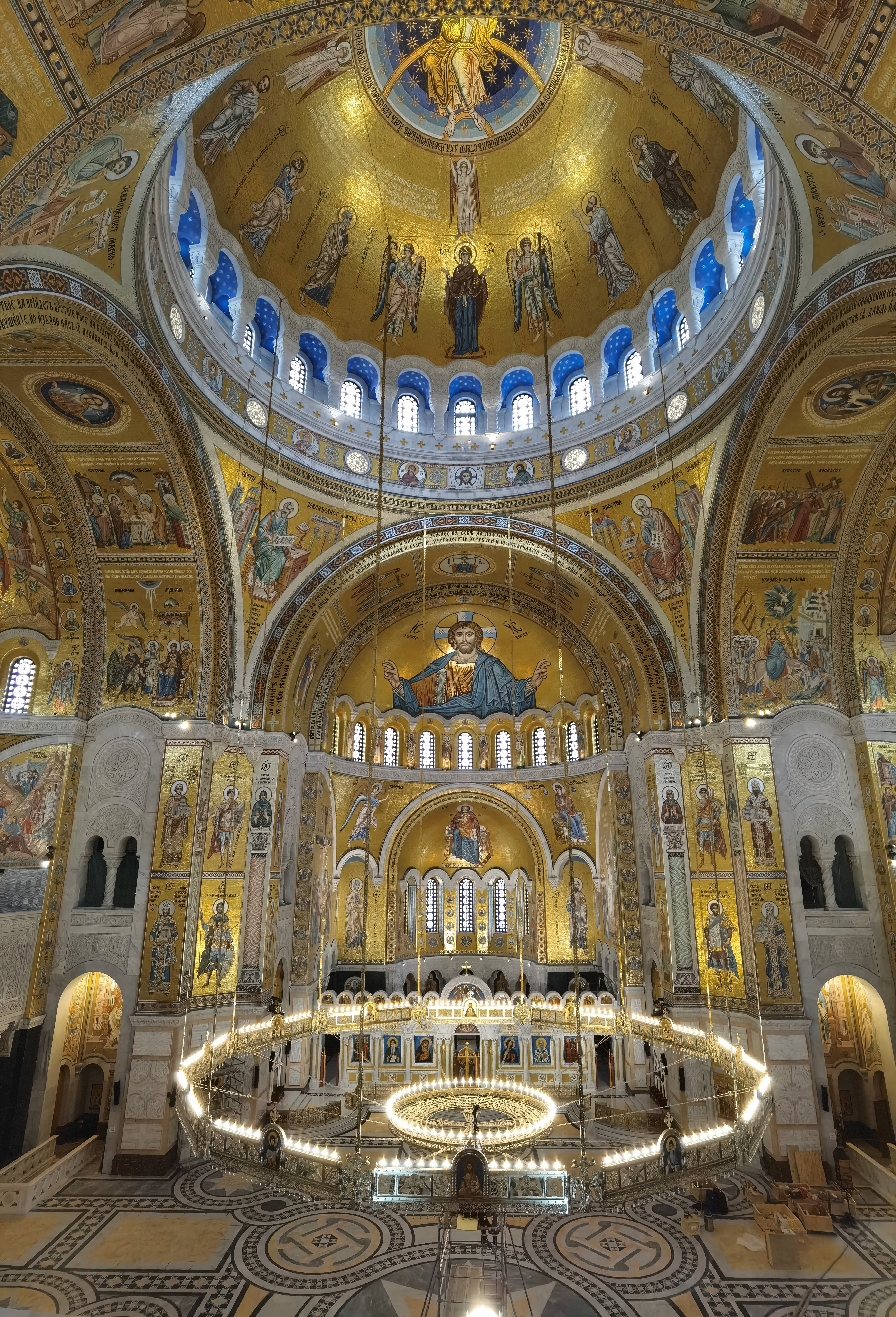
Dom des Heiligen Sava in Belgrad, modernes Beispiel, das sich der Byzantinischen Tradition verschrieben hat, mit 15 000 m² eines der größten Kirchenmosaike weltweit

Die byzantinische Kunst ist im Speziellen die Kunst des byzantinischen Reichs, das vom 4. Jahrhundert bis ins 15. Jahrhundert bestand. Im Weiteren beinhaltet sie aber auch das Kunstschaffen in den byzantinisch geprägten Nachbarländern des ehemaligen Imperiums im vorderen Orient, dem Kaukasus, Balkan sowie den Ländern um das Kaspische Meer und Russland. Damit überdauerte sie den Fall von Konstantinopel. Sie beeinflusste aber auch die Kunst des lateinischen Europas, insbesondere die frühe Architektur der Karolinger und Ottonen und die Kirchenarchitektur des oberen Rheinlandes, sowie die Tafelmalerei des Hoch- und Spätmittelalters in Italien, wie auch die Marienmalerei der Spätgotik und Frührenaissance Nordwesteuropas. Sie ist bekannt für ihre Werke sakraler Architektur, Email-, Textil-, Elfenbein- und Goldschmiede-Kunst und wird im Besonderen mit der Miniatur-, Buch-, Mosaik- und Ikonenmalerei verbunden.
Die Abdeckung der Byzantinischen Archäologie bzw. Kunstgeschichte durch die wissenschaftlichen Disziplinen ist nicht ganz einheitlich. Oft wird sie von den Lehrstühlen der Christlichen Archäologie (mit-)behandelt. Allgemein gilt, dass die Geschichte des byzantinischen Reiches in Deutschland häufig stiefmütterlich behandelt wird.

## Einführung
Die sich aus der antiken Kunst herausbildende, dem universellen Anspruch christlichen Gedankenguts folgende byzantinische Kunst und Kultur, hat bis heute eine tiefe Verwurzelung bei den Orthodoxen in Europa. Sie bildet seit dem Mittelalter zudem einen zweiten Pol zu der sich in Westeuropa entwickelnden romanischen und gotischen Kunst und führt noch immer auch zu einer ideologischen und psychologischen Abgrenzung der dem byzantinischen Ritus angehörenden Völker zum Westen. Dabei erfährt das byzantinische Geschichts- und Kulturerbe Europas bis heute eine stiefmütterliche Behandlung im Bewusstsein der westlichen Gesellschaften und der Europäischen Identität. Insbesondere ist eine negative Einstellung zur Byzantinischen Kunst in der westlichen Kunstkritik seit Giorgio Vasari durch die Epitome Maniera Greca belegt worden.
Die Nachwirkung der „vasarischen“ Abwertung von Originalität und Evolution, insbesondere der byzantinischen Tafelmalerei, blieben durch Attribute wie Starre, Verharrung und Schematismus nach wie vor wirksam. Den im Gegensatz hierzu „freien“ westlichen Künstlern und ihrem Kunststil sollte dadurch eine künstlerische Überlegenheit assistiert werden. Man konnte jedoch die Qualität der vergeistigten Wirkungswelt byzantinischer Ikonen, Fresken und Mosaiken lange nicht richtig deuten. Auch ging vom einflussreichen Werk Edward Gibbons eine diskreditierende Wirkung der byzantinischen Epoche aus, die als „Tausendjähriger Verfall“ des Römischen Imperiums auch im Niedergang antiker Kunst gesehen wurde. Erst mit der modernen, auch abstrakten Malerei zu Beginn des 20. Jahrhunderts, wurde die byzantinische Maltradition positiver bewertet und deren Bildaufbau und Bildtypus auch von westlichen Künstlern als Vorlage genutzt, sowie allgemein die Bedeutung der Byzantinischen Kunst und Kultur auf den Westen im Mittelalter und der Renaissance herausgestellt.
Als bekanntester moderner Künstler, dessen Werk unter anderem nicht nur von byzantinischen Quellen inspiriert, sondern teilweise geradezu geprägt wurde, gilt Andy Warhol. So zum Beispiel im Porträt Gold Marilyn Monroe, das im Schema und Typus byzantinischer Ikonographie folgt.

## Entwicklungslinien der Byzantinischen Kunst

### Frühbyzantinische Kunst und das Zeitalter Justinians
Das Frühbyzantinische bzw. Oströmische Reich war in der Spätantike und im Frühmittelalter die dominierende Kultur des Mittelmeerraumes, die durch die Vermittlung der antiken Tradition und Wissenschaft später nachhaltig die europäische Renaissance befruchtete.
Als schwierig erweist sich die Trennung der „byzantinischen“ von der „antiken“ Kunst. Das „goldene Zeitalter“, die Regierungsjahre Kaiser Justinians, ist in seiner der imperialen Monumentalität verpflichteten Interpretation von bildlicher Darstellung und Architektur von den Formen spätantiker Kunst geprägt. Die Verehrung des Kaisers als Statthalter Christi ist dabei nach Ansicht mancher Forscher als Fortführung des römischen Kaiserkultes zu sehen. Sie findet sich durch Monumentalplastiken seit der Zeit Konstantins, z. B. der Konstantinsäule, sowie der dem antiken Kaiserkult anhaftenden Porträtdarstellung in Elfenbein, Münzen und Mosaiken (z. B. San Vitale in Ravenna) wieder. Noch Justinian I. stiftete auf dem Augustaion eine heute verlorene Siegessäule (Justinian-Säule), auf der sich der Monarch in einer überlebensgroßen Reiterdarstellung darstellen ließ.
Auch im Neubau der Hagia Sophia als neuer Hauptkirche der Christenheit ist eine für die erste Periode der frühbyzantinischen Kunst charakteristische Vermengung antiker und neuer, christlich-orientalischer Elemente prägend (z. B.: Marmorsäulen antiker Tempel). In den Provinzen folgen Kirchen zumeist noch dem basilikalen Schema, wobei die Kuppelkirche San Vitale in Ravenna einzig hiervon abweicht.

### Ikonoklasmus
Erst nach Justinian trat Ostrom/Byzanz schrittweise in das Mittelalter ein und entfernte sich zunehmend von seinen spätantiken Wurzeln. Mit der Übergangsphase vom 7. bis zum 9. Jahrhundert (mittelbyzantinische Epoche), die durch die islamische Invasion, also die Beschränkung der Ausdehnung des byzantinischen Reiches auf Kleinasien, den Balkan und Süditalien geprägt war, sowie durch die heftige theologische Auseinandersetzung während des Bilderstreits einerseits und durch den Sieg der Ikonodulen andererseits, welche die bildhafte Darstellung religiöser Szenen befürworteten, erlangte die byzantinische Kunst die grundlegende Festigung. Mit der Adaption der Kreuzkuppelkirche entstand eine bis heute „gültige“ Richtlinie der byzantinischen Kunst. Der Bilderstreit (726–843) zwischen Ikonoklasten und Ikonodulen soll den tendenziösen bilderfreundlichen Quellen zufolge angeblich das ganze Reich erschüttert haben. Dies wird als Hinweis dafür gesehen, welch hohe Bedeutung den Bildern (Ikonen) beigemessen wurde. Danach wurde nach bestimmten Regeln (Kanon) gemalt, die immer wieder in der Diskussion standen und in Malerbüchern niedergeschrieben wurden. Das berühmteste ist das Malerbuch vom Berg Athos des Malermönchs Dionysios von Phourna, kurz Hermeneia genannt. Die Klöster hatten außerdem in der Bilderverehrung eine enorme Einnahmequelle. In der modernen Forschung wird der Bilderstreit allerdings differenzierter betrachtet. So ist es etwa unwahrscheinlich, dass Leo III. je ein regelrechtes Bilderverbot erlassen hat.

### Zeitalter der Makedonen und Komnenen
Während der Konsolidierung des byzantinischen Reiches unter den makedonischen Herrschern, in der das Reich wieder die Vorherrschaft im östlichen Mittelmeerraum erlangte und es zu einer kulturellen Wiederbelebung kam (Makedonische Renaissance), fand insbesondere ein höfischer, schwerer Stil Einzug, der die mittelbyzantinische Kunst (843–1204) prägt.
Mit der Zäsur, bedingt durch die lateinische Eroberung von Konstantinopel (1204), verlagerte sich das Zentrum der byzantinischen Kunst aus der Hauptstadt in periphere Zentren der unter griechischer Verwaltung gebliebenen Reichsteile (Thessaloniki, Trabzon).

### Palaiologische Epoche
Die Fremdherrschaft führte zu einer völligen Degradierung Konstantinopels als Kulturzentrum. Die Kunst des lateinischen Kaiserreichs (1204–1261) ist durch ein völliges Erlahmen von Bautätigkeit und künstlerischer Entwicklung geprägt.
Vor allem blühte, durch Emigration von Künstlern in die orthodoxen slawischen Balkanstaaten und durch den Aufstieg und die Adaption des byzantinischen Herrschaftskults durch die Nemanjiden, Serbien auf. Ihm fiel die führende Weitergabe der byzantinischen Kunst der Epoche zu. Insbesondere sind die der Frührenaissance zuzurechnenden Fresken der Klöster von Mileševa und Sopoćani Beispiele für eine dem antiken Stil verpflichtete und weit vorausgreifende Interpretation. Sie sind geprägt durch natürlichen Realismus und plastische Darstellung der Figuren und bilden für das Zeitalter die höchsten malerischen Leistungen in der Palaiologische Renaissance in Europa.
Mit der Zurückerlangung der Hauptstadt durch die Komnenen wurde die Dynastie zu einem neuen Kunstträger im Reich und Konstantinopel das erneute Zentrum der spätbyzantinischen Kunst (1261–1453). Jedoch sind die Hauptwerke dieser Epoche in der Hauptstadt durch die türkischen Eroberungen großteils verloren gegangen.
Die ostkirchliche Kunst Griechenlands nach dem Fall von Konstantinopel wird postbyzantinische Kunst genannt. Die christliche Kunst der anderen orthodoxen Länder, die der byzantinischen und postbyzantinischen Kunst sehr verwandt ist, bezeichnet man gewöhnlich mit den Namen der heutigen Staaten (z. B. altrussische, altbulgarische Kunst), obwohl die heutigen Staatsgrenzen nicht den alten entsprechen und es eine große Mobilität der Künstler zu jeder Zeit gab.

## Malerei

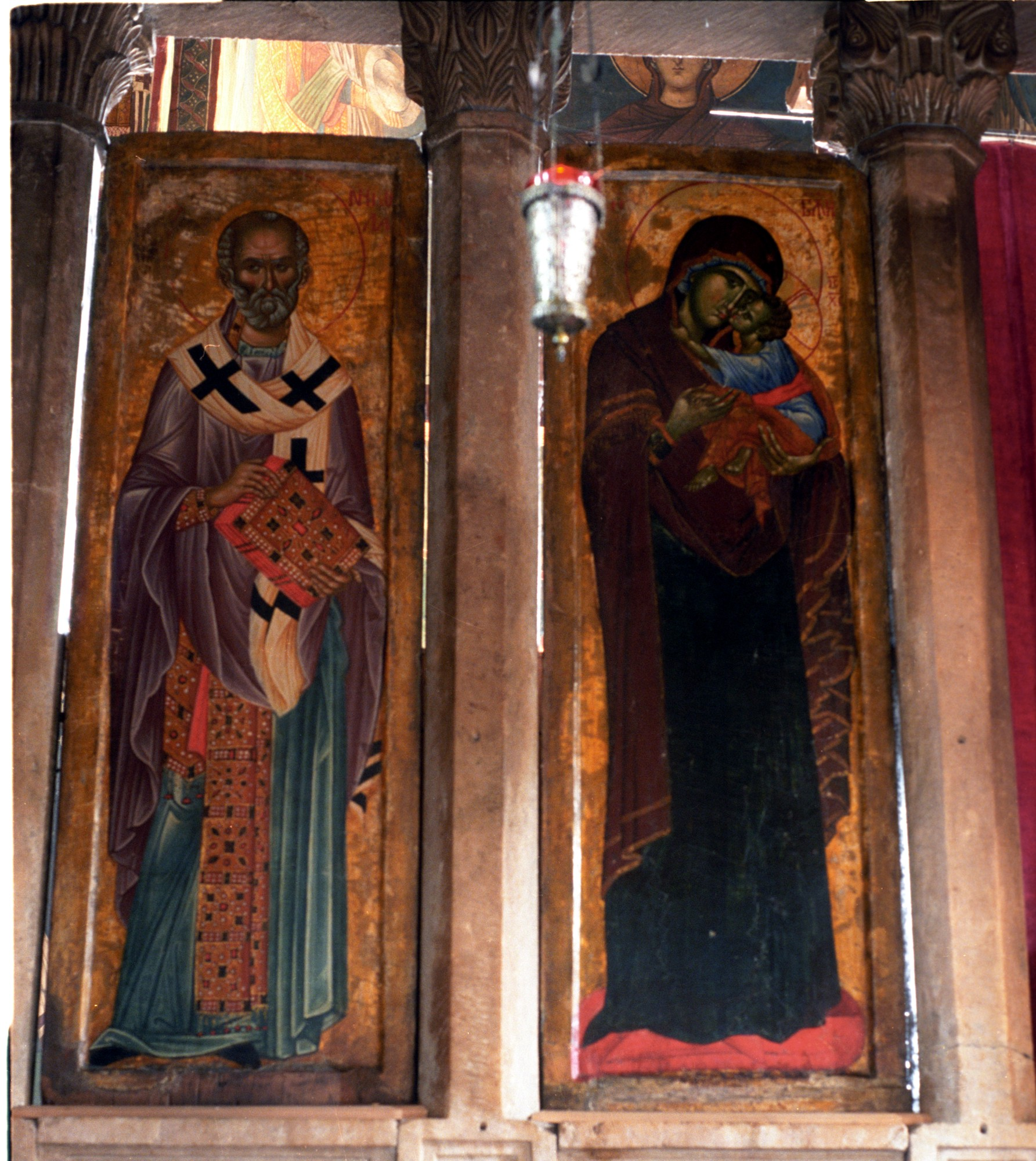
Ikonen im Kloster Dečani von Zar Dušan, um 135

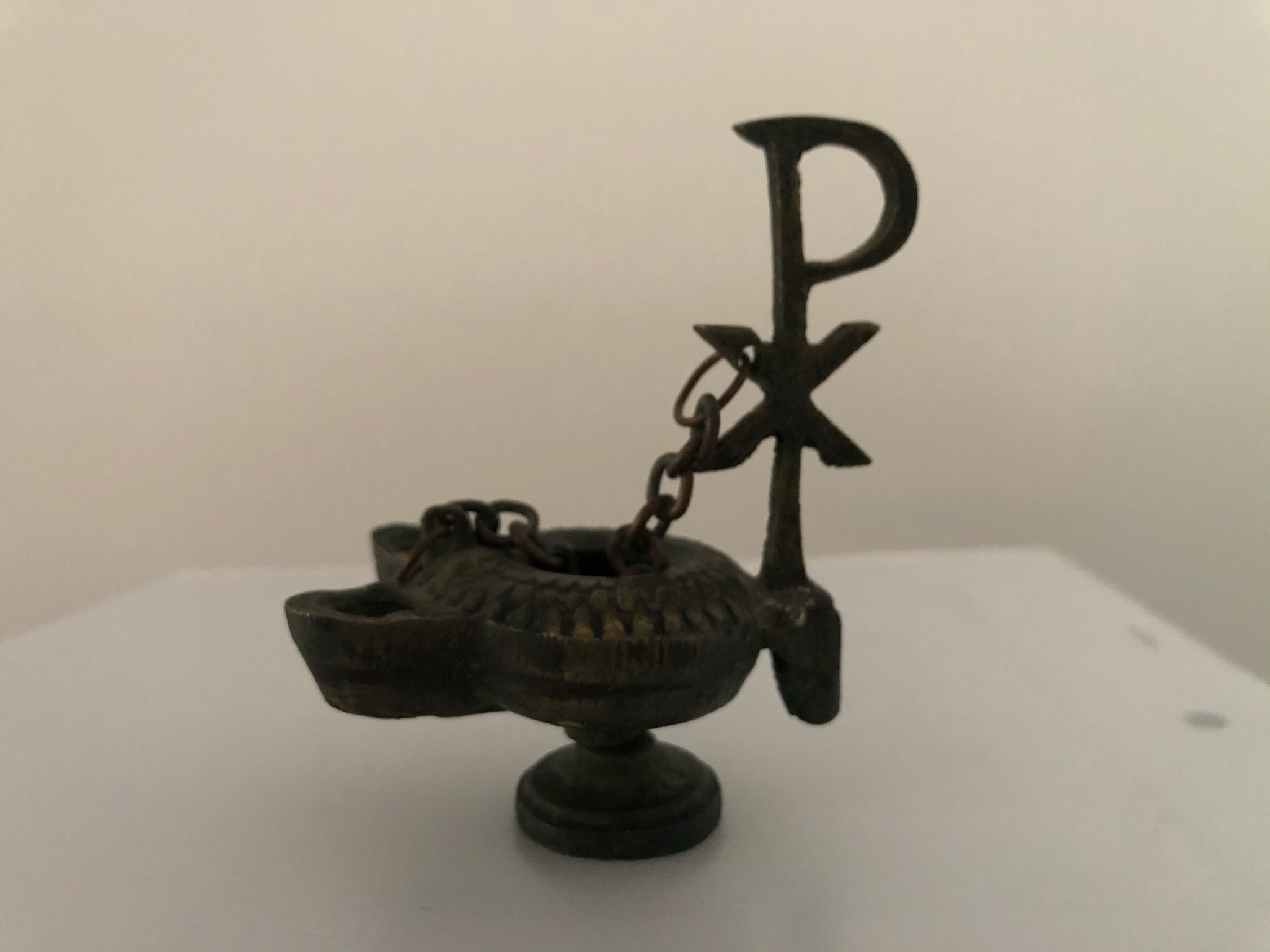
Byzantinische Öllampe zur Ikonenbeleuchtung

In der byzantinischen Kunst spielt die Malerei, als Fresko oder als Tafelbild, eine herausragende Rolle und die Ikone stellt mithin das Wahrzeichen der Byzantinischen Kunst dar. Dabei wurde die bildliche Darstellungen an die theologische Vermittlung des Christentums der Gläubigen gebunden. Die Bilderverehrung im Christentum ist dabei beinahe so alt wie die Religion selbst. Die ersten Äußerungen zum Bild gab es im 4. Jahrhundert, als das Christentum zur Staatsreligion des römischen Weltreiches emporstieg. Hier scheint es erstmals ein Darstellungsbedürfnis gegeben zu haben. Im 6. Jahrhundert begann die Zeit der Bilderverehrung im Christentum als vorherrschende und kirchlich gebilligte Sitte.
Zunächst war die Idealvorstellung der ikonographisch ausgebildeten Gestalt im religiösen Bereich das wahre Antlitz Christi auf dem „Schweißtuch der Veronika“, das als Symbol der Wahrheit des Urbildes geschaffen wurde. Dieses Vera Ikon (von lateinisch: vera = wahr und griechisch: εικόνα = Bild, also „wahres Bild“) bezeichnet man so, da es der Überlieferung nach nicht von Menschen geschaffen, sondern von Gott geschenkt worden sein soll. Diese Urbilder absoluter Schönheit beeinflussten, als Idealformen des Porträts, die künstlerische Welt. Die Kultgeschichte der Ikone begann mit diesen Wunderbildern, die zu überirdischen Gunstbezeugungen befähigt scheinen. So war es im frühen Christentum erwünscht, dass die Bilder sich erklärten, indem sie Wunder vollbrachten. Zugleich öffnet sich ein Spielraum für eine künstlerische Auseinandersetzung mit dem Konzept des nicht von Menschenhand geschaffenen Bildes.
Durch die Vermittlung einer unmittelbaren Verständigung zwischen den einzelnen Menschen und Gott ohne die Beteiligung Dritter und ohne intellektuelle Anstrengungen wurde ein Bilderkanon, wie Heiligendarstellungen standardisiert, die in einer Byzantinischen Kirche von grundlegender Bedeutung wurde.

### Ikonen
siehe auch Hauptartikel Ikone

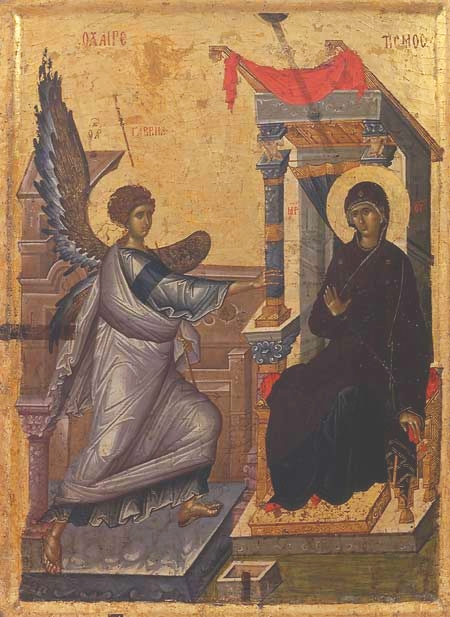
Byzantinische Doppelikone (Konstantinopel Anfang 14. Jahrhundert) mit der Verkündung. Ohrid, Ikonenmuseum

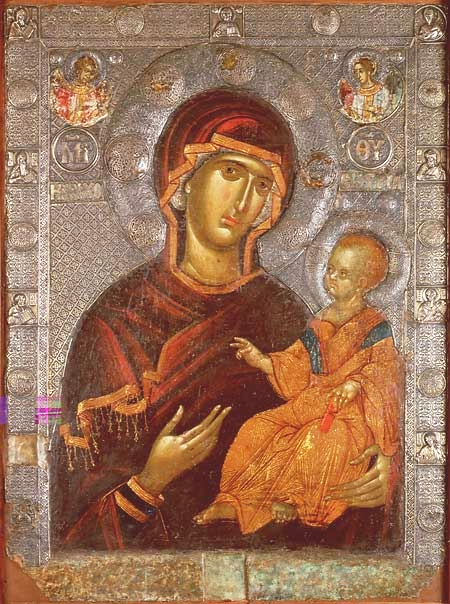
Byzantinische Doppelikone (Konstantinopel, Anfang 14. Jahrhundert) mit der Hl. Jungfrau Psychosostria. Ohrid, Ikonenmuseum

Die Ikone als Tafelbild kann nicht speziell von der Freskomalerei und dem Mosaik getrennt werden, da Ikonen im Allgemeinen nicht auf ein bestimmtes Medium beschränkt wurden. Eine Ikone kann daher als Tafelbild, Mosaik oder Fresko ausgeführt werden.
Ikonen gewannen ab dem 6. Jahrhundert eine immense Bedeutung. Kaiser Herakleios (Regierungszeit 610–641) schrieb seine Thronbesteigung der Hilfe einer Marienikone zu, die er in Folge auf seinem Schiff mitführte. Das Bild dieser Ikone wurde zum Schutz vor den Awaren 626 auf die Stadttore gemalt. Auch im Privaten waren, besonders Darstellungen von Maria mit Kind, ab dem 7. Jahrhundert weit verbreitet. Man zündete vor den Ikonen Weihrauch und Lampen an, kniete vor ihnen, wusch, kleidete und küsste sie.
Genauere Angaben zur Verbreitung von als Tafelbild ausgeführten Ikonen in früh- und mittelbyzantinischer Zeit gestalten sich schwierig. Zum einen wurde während des Ikonoklasmus (Bilderstreit) viel zerstört, zum anderen ist die Erhaltungssituation organischer Materialien aus dieser Zeit (z. B. Holz) sehr schlecht. Es gibt einige erhaltene Tafelbild-Ikonen aus dieser Epoche (z. B. die Petrus-Ikone aus dem Katharinenkloster), die sich teilweise stilistisch von den spät- und postbyzantinischen Typen unterscheiden.
Ikonen als spezielle Andachtsbilder im Naos der Kirche zwischen Bema und dem Altar sind schon im 8. Jahrhundert beschrieben worden. Holzikonen, die zwischen den Säulen vor dem Altar platziert wurden, waren erst in der spätbyzantinischen Phase gebräuchlich. Durch den Bedarf an Andachtsikonen für die sich herausbildende Ikonostase nahm die Produktion von Ikonen zwischen dem 12. und 15. Jahrhundert stetig zu.
Zu den großformatigen Ikonen existierten gleichzeitig kleinformatige private Ikonen, die in und mit wertvollen Materialien, wie Gold, Silber, Edelsteinen, Elfenbein und Cloisonné Email gefertigt waren. Die Werkstoffe waren so kostbar, dass sie nur in Miniaturen hergestellt wurden. Größere Tafelbilder sind aus der Frühzeit seltener erhalten und erst im 12. Jahrhundert und der Folgezeit nahm die Anzahl großformatiger Holzikonen rapide zu. Im 14. und 15. Jahrhundert erreichten diese nicht selten Dimensionen von über einem Meter.

## Architektur
Die byzantinische Architektur ist im Wesentlichen eine hängende Architektur. Ihre Gewölbe scheinen von oben gestützt zu sein, ohne Eigengewicht zu besitzen. Die Säulen werden nicht als tragende Elemente gesehen, sondern als herabhängende Wurzeln oder herabsinkende Arme. Die architektonische Auffassung eines Gebäudes, als etwas nach unten strebendes, steht ganz im Einklang mit der hierarchischen Denkweise. Es gibt keine Fassade, aller Reichtum konzentriert sich auf den geistigen Kern des Gebäudes. Die meisten Kirchen sind von außen würfelförmig und haben eine Zentralkuppel oder mehrere Kuppeln, bei denen die mittlere die äußeren überragt. Die Kirchen sind schlicht. Erst in der palaiologischen Zeit (der spätbyzantinischen Epoche) wird der Fassade etwas Abwechslung gebracht.
Die Periodisierung entspricht dem grundsätzlichen Schema der Byzantinischen Kunst, die insbesondere an den Perioden der größten Bautätigkeit gemessen wurde und mit den ökonomischen Verhältnissen des Reiches signifikant korreliert ist. Als eigenständige Perioden können die Zeiträume 375–600, 775–950, 1025–1200, und 1250–1400 mit der dynastischen Situation verbunden werden. Damit bestätigt sich auch durch statistische Methoden die klassische Unterteilung von frühbyzantinischer Architektur und den Zeitaltern der Makedonen, Komnenen und Palaiologen und deren Überschneidungen insbesondere zwischen der Architektur der Makedonen und Komnenen, sowie der Komnenen und Palaiologen.

### Die frühbyzantinische Architektur
Die Frühchristliche Architektur bildet einen Ursprung der byzantinischen Architektur. Nach der Legalisierung des Christentums 313 (durch das Toleranzedikt von Mailand) und dem Wechsel zur neuen Hauptstadt Konstantinopel stieg die Nachfrage nach repräsentativen Gebäuden für die neue Religion sprungartig an, wobei heidnische Bautypen übernommen wurden (Basilika, Zentralbau).
Die Basilika, in der Antike Versammlungsraum oder Markthalle, wurde zum Haupttyp der Sakralbaukunst.
Mit der Basilika als Sakralbau übernahm man im frühen Mittelalter vor allem die Mehrschiffigkeit und die Belichtung durch den Obergaden (über den Säulen liegende Hochschiffwand). In der Frühzeit war die Basilika oft ungedeckt, d. h. nach oben hin offen zum Dachstuhl. Die Apsis lag meist im Osten. In ihr stand der Bischofsthron, befanden sich Sitzbänke für die Geistlichen, oft auch Altar und Lesepult. Wie in den westlichen frühchristlichen Basiliken befanden sich im Westen der Narthex und ein Atrium.
Merkmale des Zentralbaus waren der zentralisierte, meist punktsymmetrische, seltener axialsymmetrische Grundriss, zumeist mit Kuppel gedeckt.
Aus dem (römischen, antiken) Zentralbau entwickelte sich der (byzantinische) Zentralbau mit Kreuzgrundriss durch das Erweitern mittels Seitenschiffen. In der Kombination entstand im 5. Jahrhundert die Kuppelbasilika und die Kreuzkuppelkirche.
Wichtige Beispiele dieser Bauten finden sich in Ravenna (San Vitale, Sant’Apollinare Nuovo, Sant’Apollinare in Classe) sowie in Istanbul (dem ehemaligen Konstantinopel) und an anderen Orten.

### Die mittelbyzantinische Architektur
Das Ende des Ikonoklasmus im Jahre 843 und die Begründung der makedonischen Dynastie im Jahre 867 durch Basileios I. (867–886), einem ungebildeten Soldaten, der zum erfolgreichen Feldherrn wurde und schließlich den byzantinischen Thron bestieg, stand am Beginn einer Wiedergeburt des Byzantinischen Reichs.
Die Baukunst der Makedonen begann mit dem Bau der heute zerstörten Nea Ekklesia (griechisch: Νέα Ἐκκλησία = „Neue Kirche“ nach Umwandlung in ein Kloster später: „Nea Moni“) unter Basileios I. 876–880 als neuer Hagia Sophia im südöstlichen Teil des Großen Palastes. Der Grundriss der Fünfkuppelkirche der Nea Ekklesia als Vierstützenbau, das Tonnenkreuz, welches die Kuppel trägt, wird durch vier Säulen bzw. Pfeiler gestützt. Dieses wurde stilbildend für alle byzantinischen Kreuzkuppelkirchen jener Zeit und verbreitete sich auch auf dem Balkan und in Russland. Die Nea Ekklesia nahm im byzantinischen Hofzeremoniell bis ins 11. Jh. eine besondere Stellung ein. Dabei wurden die wertvollen Reliquien aus den drei Kreuzen der Kreuzigung Jesu aus der Schatzkammer des Palastes in die Nea gebracht und in einem mehrtägigen Fest vom Hofstaat und dem Kaiser in einer aufwendig ausgeführten Zeremonie gefeiert. Die Nea bekam in dieser Zeit auch durch die Anzahl der Reliquien eine besondere Bedeutung. Unter anderem wurden hier die Reliquien des Schafsmantels des Propheten Elias, der Tisch Abrahams, an dem dieser sich mit drei Engeln unterhalten haben soll, das Horn Samuels, mit dem er David eingesalbt haben soll, und die Reliquien von Konstantin dem Großen aufbewahrt. Pilger des 12. Jahrhunderts berichteten auch, dass der Stab Moses und das Kreuz Konstantins in der Nea gezeigt wurden. Das älteste erhaltene Beispiel für die mittelbyzantinische Sakralarchitektur in Konstantinopel ist die der Jungfrau Maria geweihte Konstantin-Lips-Kirche. Dabei wird bei fast allen dieser Kirchen das fünfkupplige Hauptschiff durch Flankenräume ergänzt.
Während die bedeutendsten Denkmäler der frühbyzantinischen Kunst öffentliche Bauten gewesen waren, sind die wichtigen Denkmäler dieser Zeit von privatem Charakter, d. h. sie waren den Würdenträgern und Hofbeamten vorbehalten, die Zutritt zum Palast hatten. Die soziale Basis der „kaiserlichen“ Kunst war verkleinert worden. Als der Großteil der kirchlichen Bauten privat wurde, machten sie den Klosterkirchen Platz.

### Die Klosterkirchen
Byzantinische Klosterkirchen sind fast immer Kreuzkuppelkirchen. Sie bilden mit ihren Eckräumen ein Quadrat, in das ein griechisches Kreuz eingeschrieben ist. Meist sind sie von bescheidenem Ausmaß. Das lag zum einen daran, dass die technischen Schwierigkeiten mit der Größe wachsen, zum anderen wurden die Kirchen meist für zahlenmäßig kleine Orden gebaut. Die Kuppel ruht auf vier Bögen, die in Richtung des Kreuzes durch vier gleich lange Tonnengewölbe verlängert sind. Die annähernd quadratischen Zwischenräume zwischen den Armen füllen die Ecken. Die Dächer der Räume sind niedriger gehalten, damit man das Kreuz von außen sehen kann. Über die Eckräume zwischen den Kreuzarmen oder über die Kreuzarme selbst können vier zusätzliche, kleinere Kuppeln treten, so dass insgesamt 5 Kuppeln die Kirche krönen. Der Viersäulentypus kann als Unterart der Kreuzkuppelkirche angesehen werden: Bei der Viersäulenkirche wird die Kuppel von Säulen und nicht von Pfeilern getragen. Darum ist die Kirche meist kleiner, höher und enthält keine Emporen. Dadurch wird die Trennung zwischen den Eckräumen und dem Hauptraum aufgehoben. Eine weitere Unterart ist die Umgangskirche. Die Kreuzarme und Eckräume bilden hier einen Umgang, der vom Hauptraum oft durch Tripelarkaden getrennt ist.

### Die spätbyzantinische Architektur („Palaiologische Renaissance“)

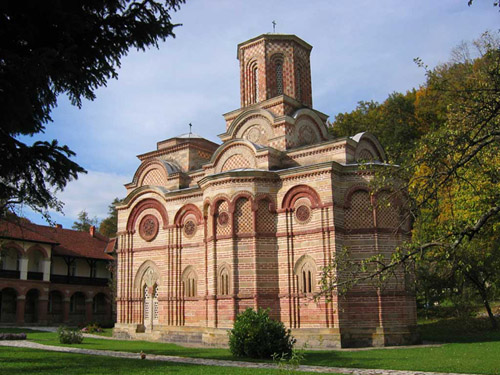
Kloster Kalenić, Serbien, Spätbyzantinischer Trikonchos, nach 1407.

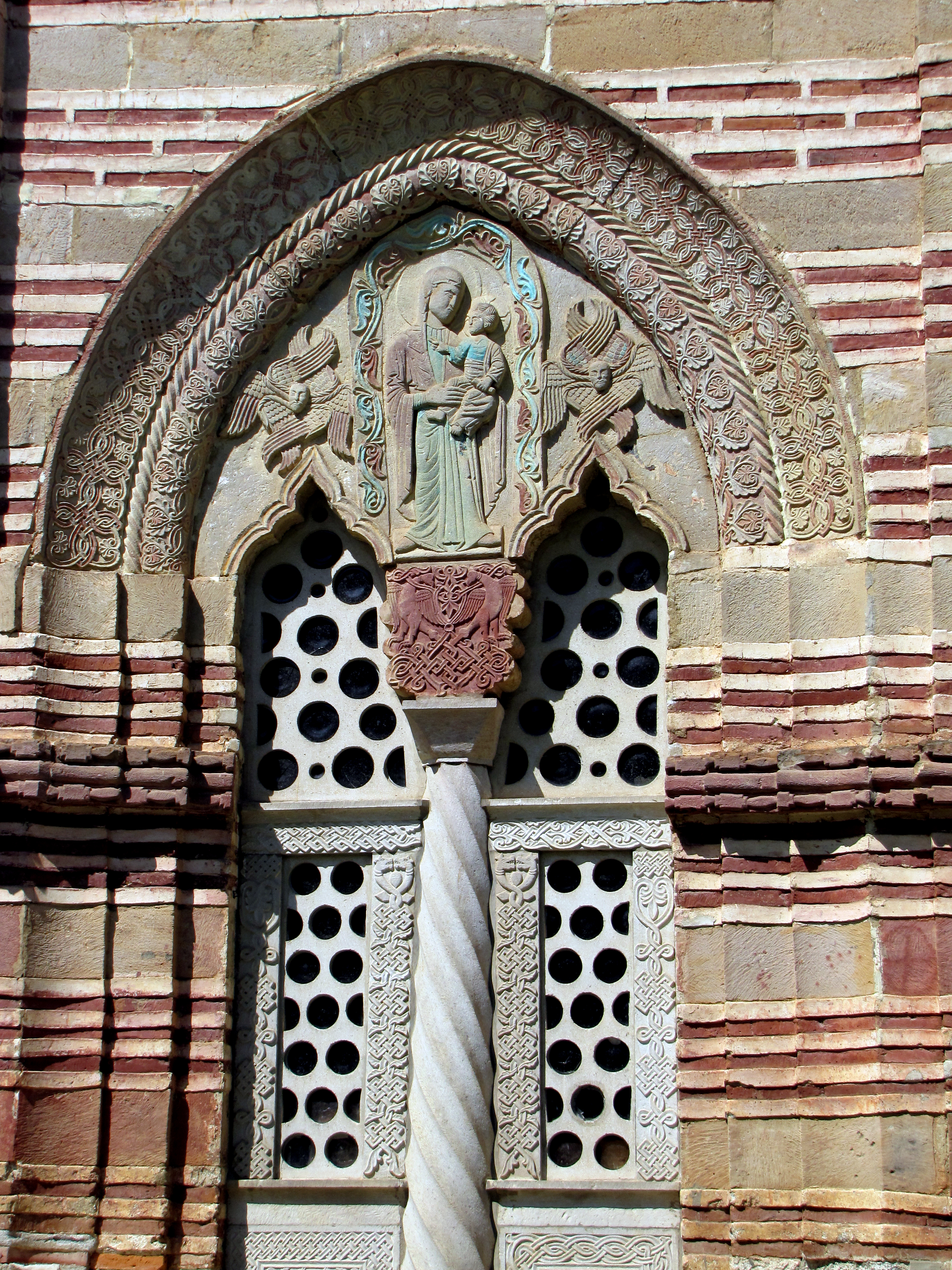
Byzantinische Kirchen der Spätphase zeichnen sich durch ihre polychromatischen Fassaden und ornamentale Gestaltung von Friesen, Fensterrahmen und Rosetten aus. Besonders reich geschmückt ist das Biforium der Klosterkirche Kalenić.

Die Baustile der vorangegangenen Epochen blieben erhalten: Kreuzkuppel-, Vierstützen- und Umgangskirche. Die Ausmaße wurden bescheidener und der Außenbau erhielt neuartige, farbige Akzente durch verschiedene Lagen von Ziegel und Haustein. Die Kreuzkuppelkirche blieb weiterhin beliebt. Eine der Neuerungen bestand darin, dass die Kirchen an drei Seiten mit einem Umgang versehen wurden. Auch wurden Kirchen umgebaut und Ausschmückungen wurden abwechslungsreicher. Die Bauten wurden unregelmäßiger und die Kuppeln wurden größer.
Von Bedeutung blieb die Palaiologische Renaissance vor allem durch die Internationalisierung der Byzantinischen Kunst. Sie beschränkte sich nicht mehr nur auf das engere Gebiet des Byzantinischen Reiches und deren künstlerischen Zentren in Konstantinopel, Thessaloniki und dem Berg Athos. Durch die Weitervermittlung in die slawischen Länder und die Tatsache, dass diese häufig ökonomisch und politisch vitaler als die Reste des spätbyzantinischen Reiches sind, öffnete sich die Byzantinische Kunst auch neuen Impulsen. Die Baukunst, insbesondere in Russland und Serbien greift zwar auf byzantinische Vorbilder zurück, entwickelte aber insbesondere nach 1375 Tendenzen, die in Architektur und Malerei spürbar eine neue Handschrift trägt. Neben den Kirchen der Morava-Schule sind auch die Neuerungen in der Freskomalerei der Palaiologischen Renaissance durch mehr Individualität gekennzeichnet, die zu einem stärkeren Humanismus tendiert und die oft schematischen Vorgaben neu interpretiert.

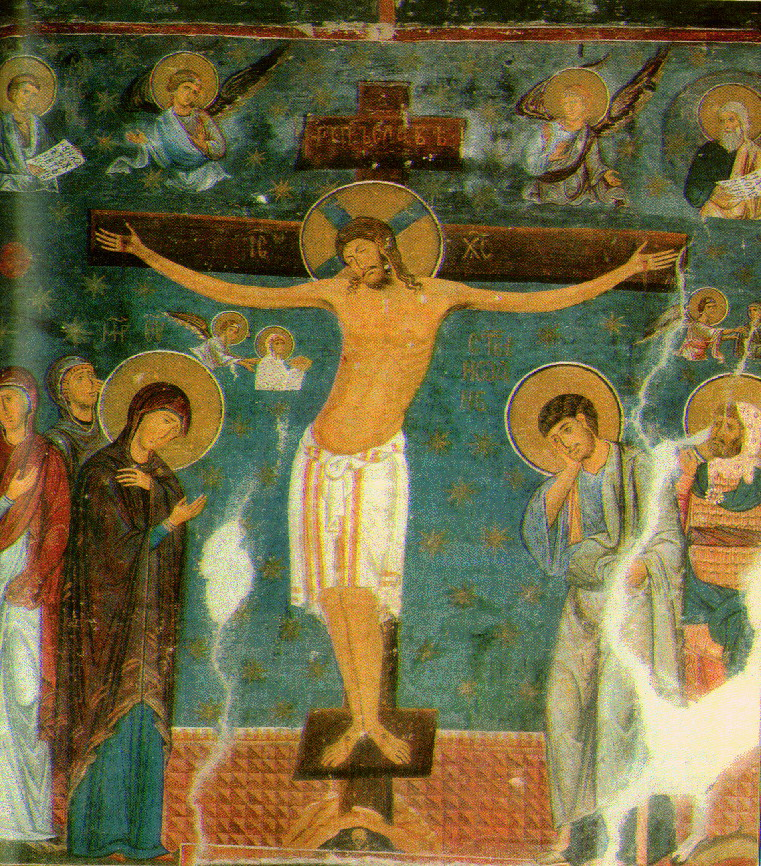
Kreuzigung Christi im serbischen Kloster Studenica (ca. 1209)

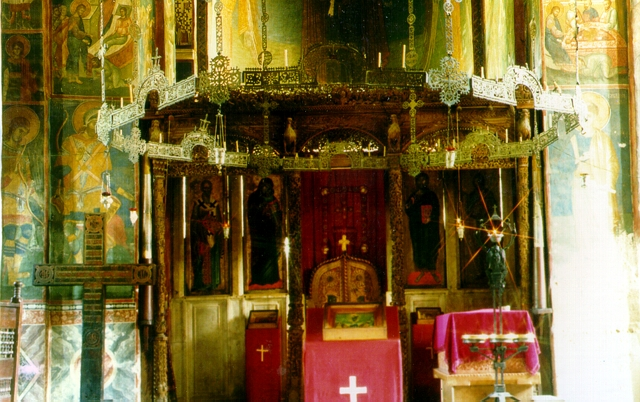
Ikonostase und schmiedeeiserner Choros im serbischen Königskloster Dečani (Raška-Schule, 1328–1335)

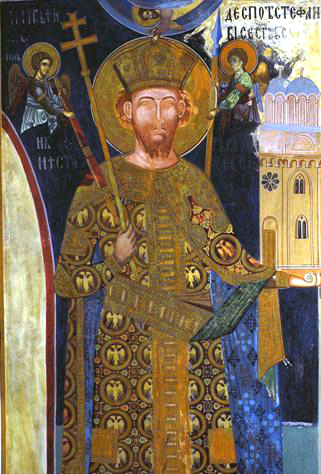
Stifterporträt Stefan Lazarević, Kloster Manasija (Morava-Schule, 1407–1418)

## Rezeption der byzantinischen Kunst bei den slawischen Völkern
Kaum woanders erwies sich die byzantinische Kunst so dauerhaft wie bei den slawischen Völkern des Balkans (Südslawen) und Russlands (Ostslawen). Die Fruchtbarkeit manifestiert sich in lokalen Abwandlungen, die insbesondere in der Architektur augenfällig sind. Die gewachsenen Traditionen entwickelten sich teils zu eigenen Stilformen der byzantinischen Architektur die, wie im serbisch-byzantinischen Stil, eine eigenständige Entwicklung durchlaufen und in der letzten Etappe der byzantinischen Kunst im 14. und 15. Jahrhundert in der Morava-Schule einen modellhaften Architekturstil für Nachbarländer geben (Moldauklöster, Walachei).
Insbesondere wurde durch die etappenweise Verlagerung der Kunstzentren in die Balkanregion (Serbien, Bulgarien) und nach Russland während der Spätphase des Byzantinischen Reiches eine dauerhafte künstlerische Prägung der Länder bewirkt, die weit über den Bestand des Byzantinischen Reiches fortdauerte und bis heute Teil der kulturellen Substanz dieser Länder ist. Eines der repräsentativsten Beispiele der Neuzeit ist der Dom des Heiligen Sava in Belgrad, welcher sich stark an der Hagia Sophia orientiert und auch im Bezug der künstlerischen Ausgestaltung des Innenraumes seinen byzantinischen Vorbildern treu blieb.
Viele byzantinische Künstler aus Konstantinopel und Thessaloniki wirkten während der Palaiologischen Renaissance an Höfen slawischer Königshäuser, beispielsweise gestalteten griechische Freskenmaler am Hofe des serbischen Herrschers Stefan Uroš II. Milutin die zahlreichen königlichen Klosterstiftungen (Gračanica). Damit schlug sich der byzantinische Einfluss auch in allen Details des Hofzeremoniells (Kleidung, Titel) sowie der Gesetzgebung durch. Während der serbische mittelalterliche Staat unter Kaiser Stefan Uroš IV. Dušan kurzzeitig Hauptmacht der Balkanhalbinsel wurde, war der griechische Einfluss hervorstechendes Merkmal des Hofes, der nach Konstantinopler Vorbild geführt wurde. Dušan betitelte sich als Basileus der Griechen und Serben. Mit dem Despoten Stefan Lazarević (1404–1427) begann die reifste Phase der serbisch-byzantinischen Kunst, die mit der Morava-Schule eine höfische Qualität der Architektur erreichte, die bis heute in Serbien den Kirchenbaustil prägt.
In der Architektur folgen russische und serbische Kirchen (Gračanica, Visoki Dečani, Kalenić) durch die Betonung der Vertikalen oft einem modifizierten Schema, während byzantinischen Originale keine Verstärkung der Vertikalkomponente kennen. Die Architektur in Russland und Serbien nahm Einflüsse des Westens (Romanik, Gotik) auf, blieb dem byzantinischen Zentralbau mit einer oder seltener fünf Kuppeln letztlich treu. Nur die Bauwerke der Raška-Schule verraten im Grundriss einen stärkeren romanischen Einfluss (Kloster Studenica), wurden aber zum Ende des 13. Jahrhunderts durch den Kreuzkuppelbau verdrängt. Die Entwicklung der Architektur, insbesondere des Balkans, betont die Farbigkeit der Fassaden und verstärkte die Vertikalkomponente immer mehr, so dass die stärkere Dynamik der kirchlichen Architektur in den originellen Bauwerken der Morava-Schule einen krönenden Abschluss der tausendjährigen byzantinischen Kunst bilden.
Die Freskomalerei erreichte zwischen dem 13. und 15. Jahrhundert in Serbien ein hohes Niveau. Mit Fresken der Komnenzeit in Kloster Studenica (1170) und Kloster Sopoćani (ca. 1265), die von griechischen Freskenmalern in antiker Großartigkeit geschaffen wurden, erreichte die Entwicklung dieser Kunstrichtung einen Höhepunkt. Die Fresken der Palaiologenzeit sind zumeist konservativ (Ohrid, Gračanica), erreichten aber in der Spätphase des 14. Jahrhunderts und der ersten Hälfte des 15. Jahrhunderts in der Morava-Schule eine neue Qualität (Kalenić, Manasija).
Die Ikonenmalerei war grundsätzlich mehr den byzantinischen Vorbildern verhaftet. Mit Andrei Rubljow (Dreifaltigkeitsikone) hat in Russland ein Ikonenmaler einen eigenen Stil entwickelt, den es, da dogmatisch vorbildlich, nachzuahmen galt.

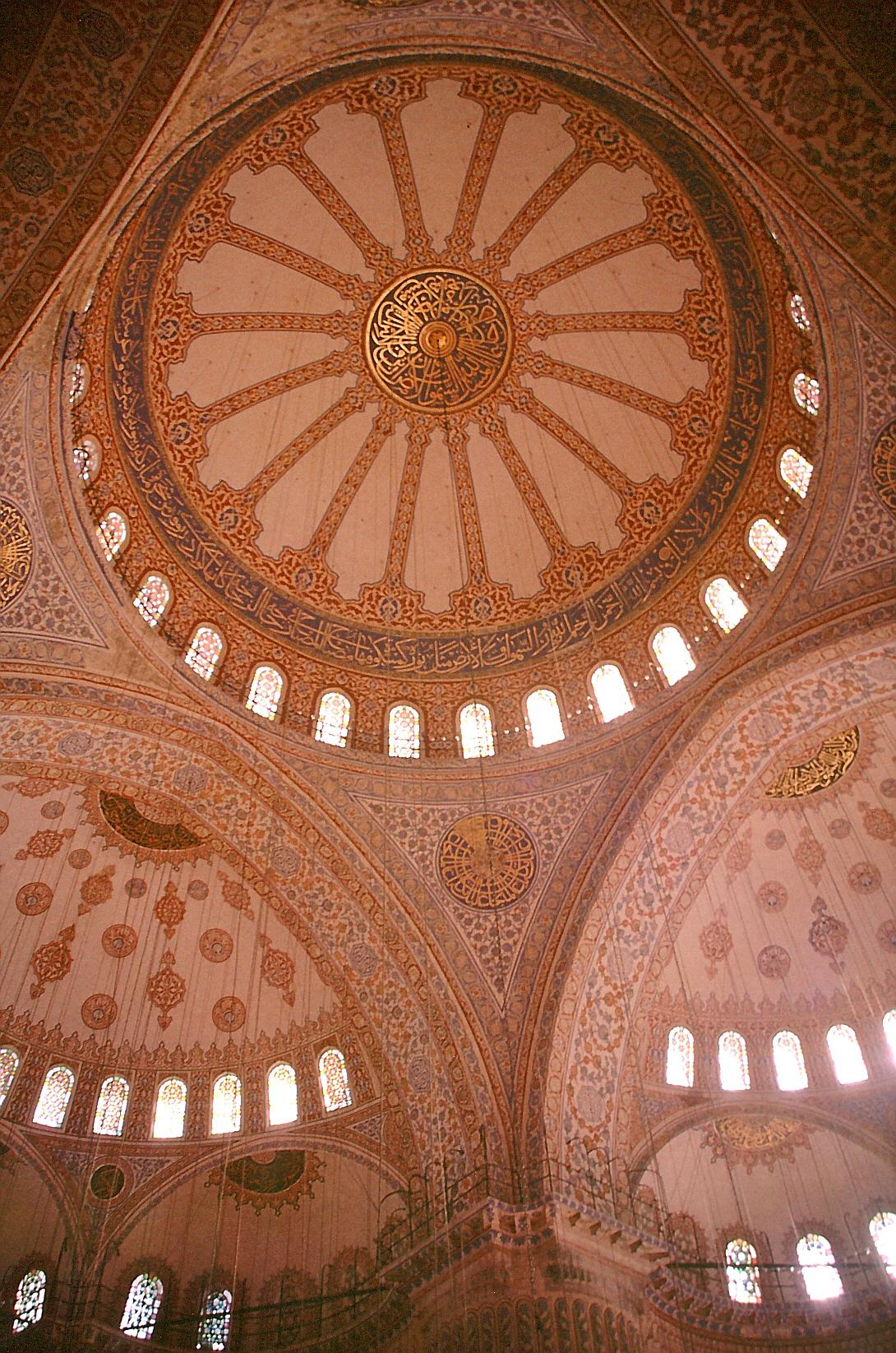
Hauptkuppel der Sultan-Ahmed-Moschee („Blaue Moschee“)

## Nachwirken im Osmanischen Reich
Nach dem Fall Konstantinopels 1453 beeinflusste die byzantinische Architektur maßgeblich die osmanisch-islamische Bauweise bedeutender Moscheen, wie z. B. die Sultan-Ahmed-Moschee („Blaue Moschee“) die nach dem Vorbild der Hagia Sophia angelegt wurde. Bedeutend sind insbesondere die imperialen Moscheen des 16. Jh. (Beyazid II.-Moschee), die im Zeitalter von Sultan Süleyman dem Prächtigen durch Sinan (Şehzade-Moschee, Süleymaniye-Moschee und Edirne Selimiye-Moschee) eine beständige Auseinandersetzung mit der Kunst des justinianschen Zeitalters darstellten. Die obsessive Auseinandersetzung mit dem Vorbild der Hagia Sophia hat dabei zu schöpferisch originellen architektonischen Meisterwerken beigetragen, die zur Weltkunst gehören.

## Venedig und der Westen

Markusdom, Venedig
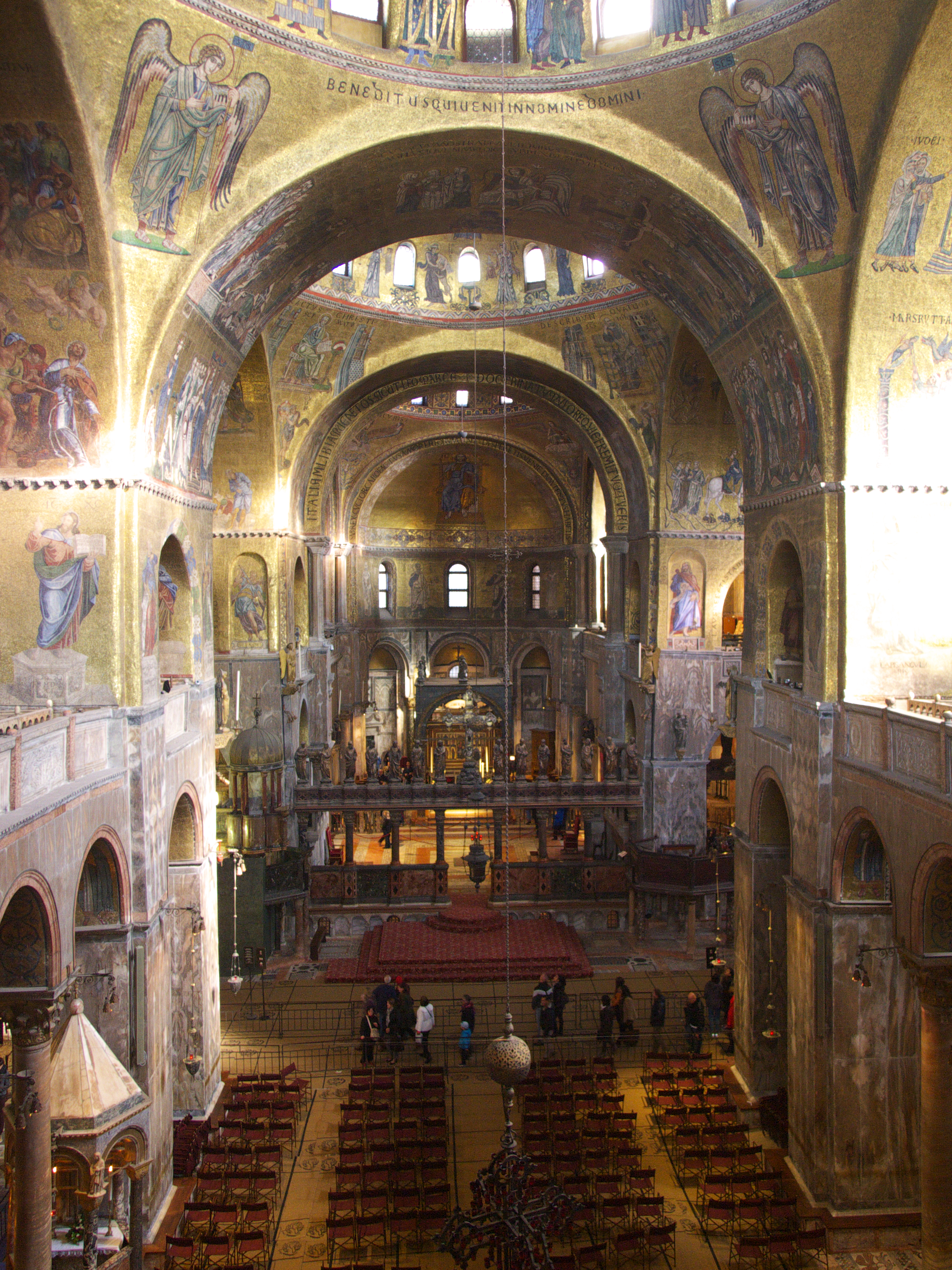
Innenraum
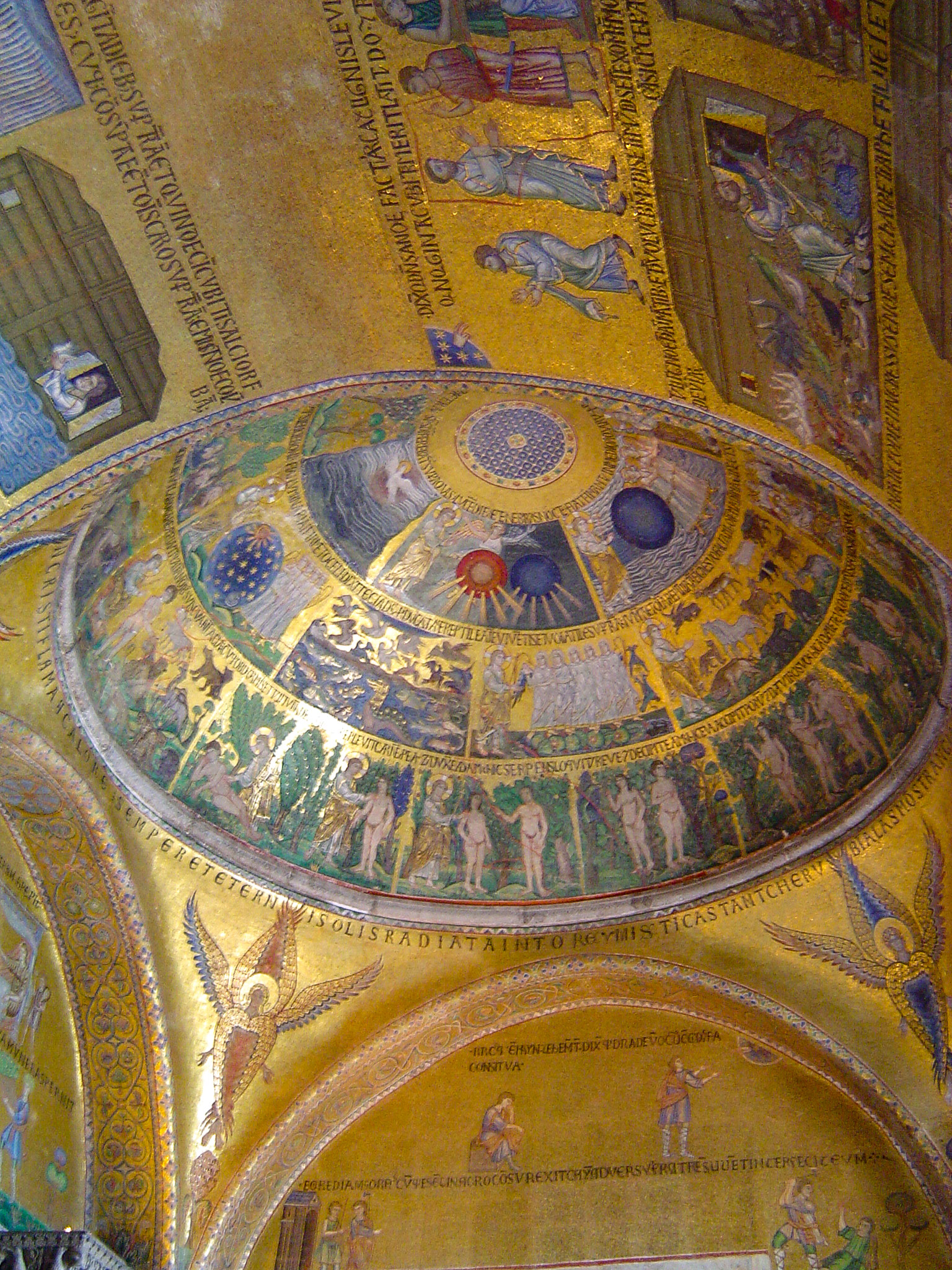
Schöpfungsgeschichte im Narthex
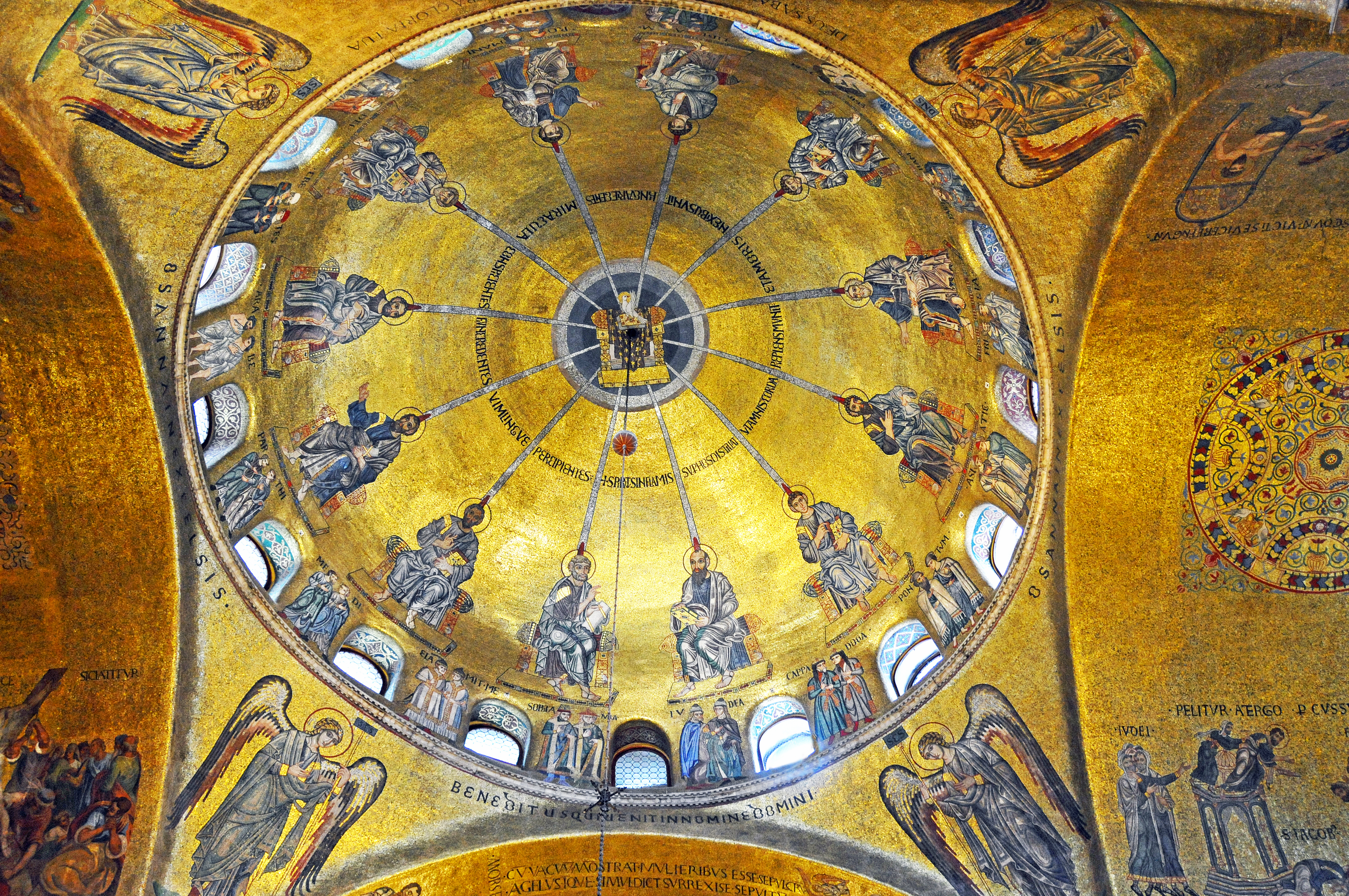
Pfingstkuppel

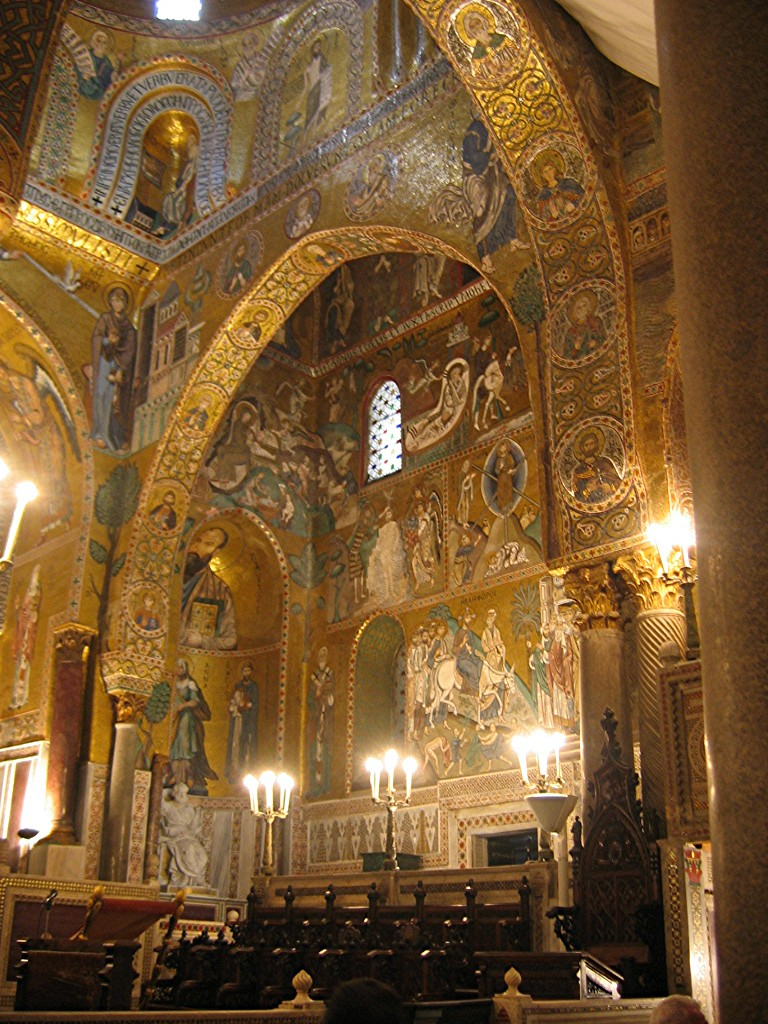
Capella Palatina, Palermo

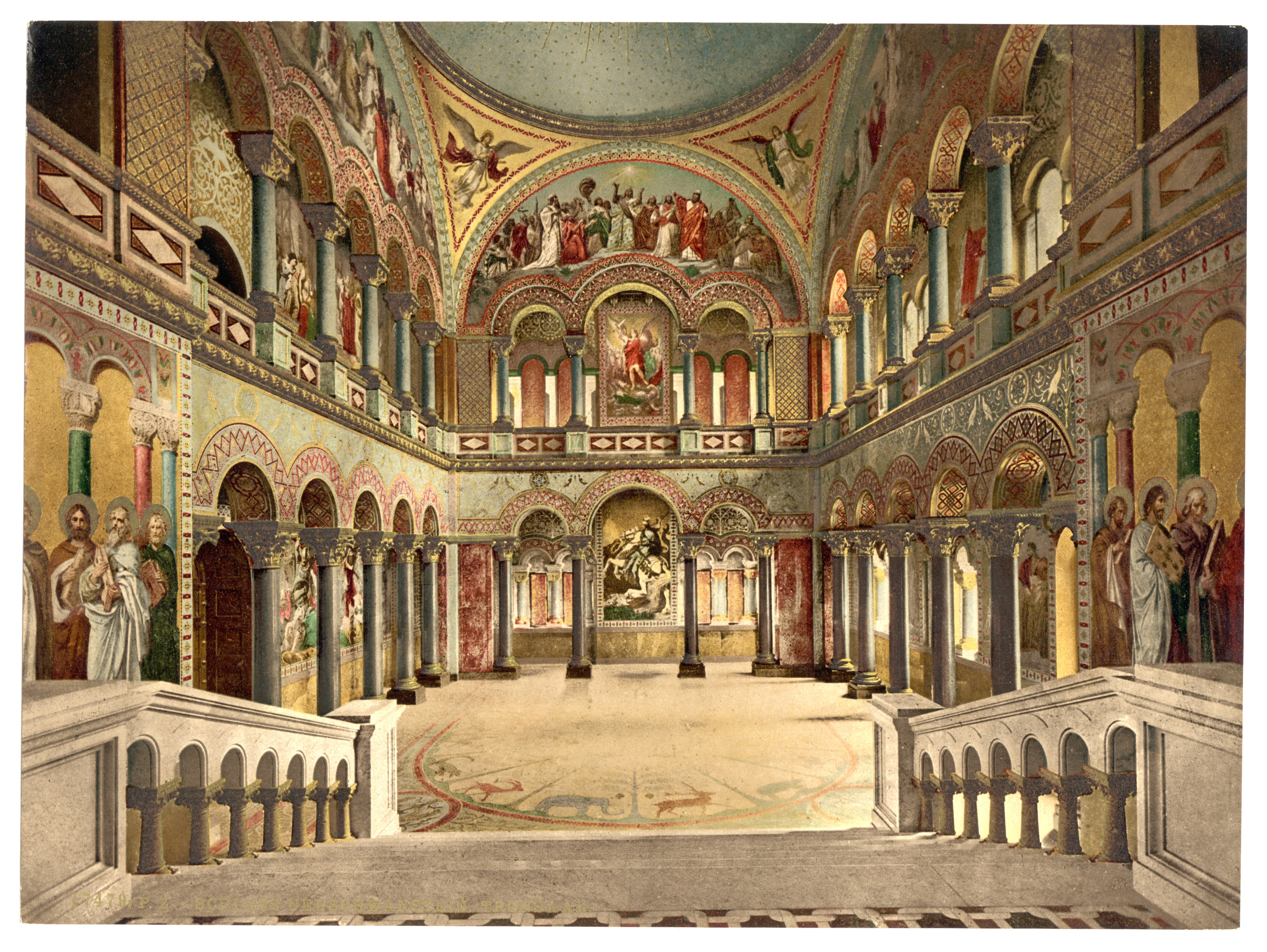
Thronsaal des Schlosses Neuschwanstein

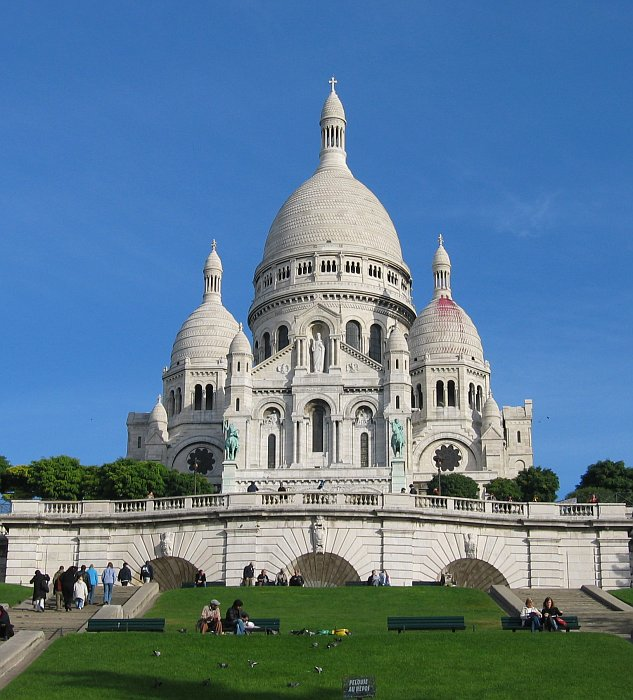
Sacré-Cœur in Paris

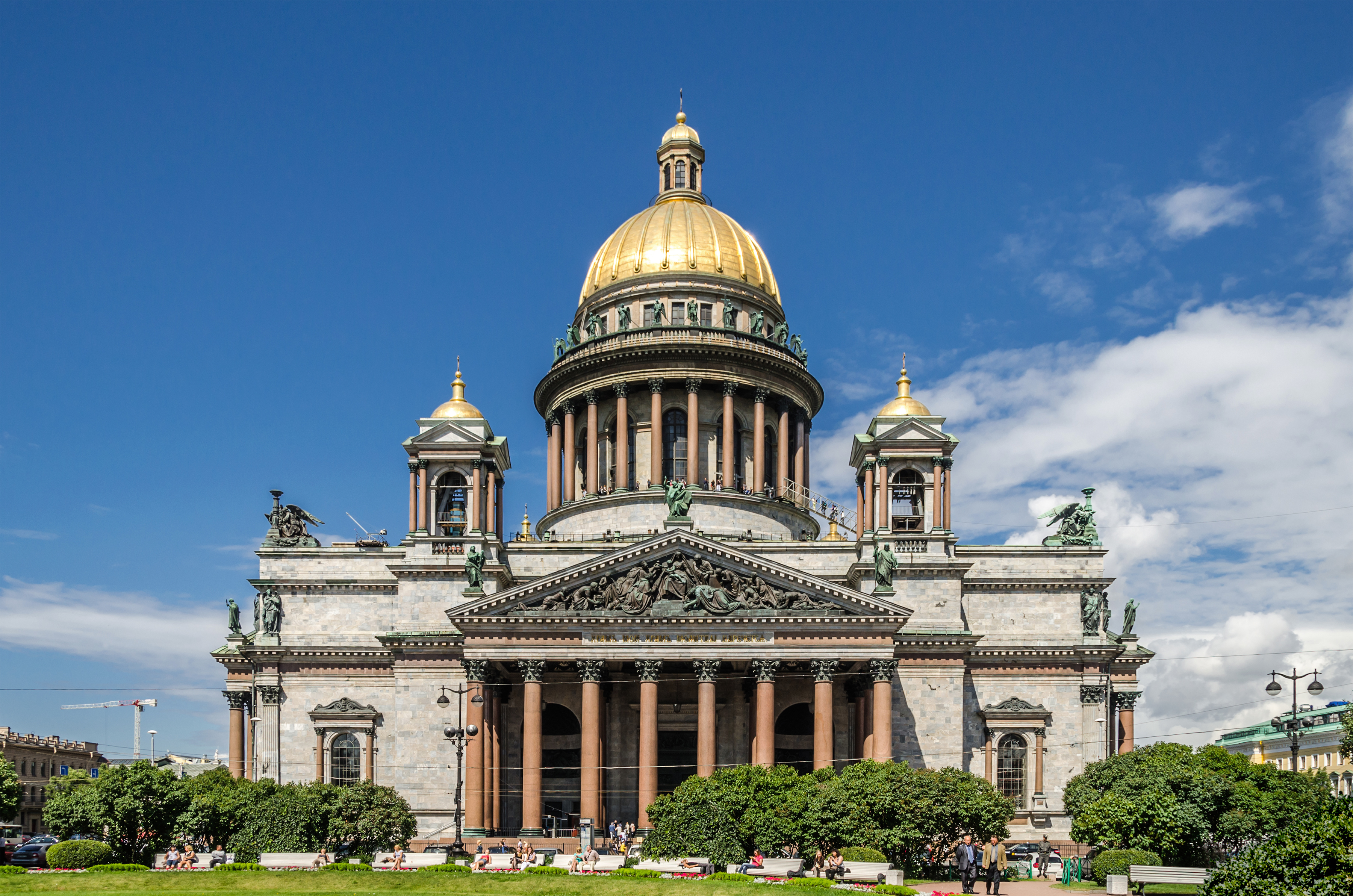
Die neoklassische Isaakskathedrale in St. Petersburg

Byzantinischer Kultureinfluss hat zu verschiedenen Perioden auch die Kunst Westeuropas bereichert. Insbesondere ist die Byzantinische Kunst zwar eine dem mediterranen Kulturkreis verhaftete Form, doch auch Frankreich und das Deutsche Reich griffen Elemente der byzantinischen Kunst auf.
In Italien war die byzantinische Kunst dagegen teilweise parallel, vor allem in der Tafelmalerei und der Mosaikkunst, mit der Romanik und Gotik bis in die Renaissance hinein vertreten. Insbesondere in Venedig, dem am engsten mit der byzantinischen Tradition verbundenen Staat, der sowohl historisch (ehemalige Kolonie), als auch durch die engen Handelskontakte und die venezianischen Besitzungen in der Levante mit Byzanz verbunden war, ist es zu einer geistigen Verbindung gekommen. Nach der Eroberung Konstantinopels 1204 durch die von Venedig geführten Kreuzfahrer während des Vierten Kreuzzuges gelangten zahlreiche Künstler und Kunstschätze aus Konstantinopel nach Venedig. Darunter sind die Quadriga aus dem Hippodrom in Konstantinopel (heute auf dem Markusdom) oder die Pala d’oro  (im Markusdom).
Wenn sich rein byzantinische Architekturformen im Westen behaupteten, waren dafür meist spezielle Anlässe notwendig. Dies zeigen die bekanntesten Beispiele hierfür, der Markusdom und die Pfalzkapelle. Der Markusdom wurde zunächst im frühbyzantinischen Stil des 6. Jahrhunderts als Heiligenschrein erbaut. Der heutige Bau aus dem 11. Jahrhundert lehnt er sich an die vorbildlichen Kirchenbauten Justinians I. in Konstantinopel (Apostelkirche) und Ephesos (Johanneskirche) an, obwohl die byzantinischen Baumeister zur Zeit der Errichtung des Markusdomes seit 500 Jahren keine vergleichbaren Kirchen mehr errichteten. So wurde dieser Stil dann auch bei weiteren Bauten in Norditalien (Basilika des heiligen Antonius in Padua) sowie bei den Kuppelkirchen in Aquitanien als Vorbild genommen. Byzantinische Künstler wirkten auch lange Zeit in Süditalien (Palastkapelle in Palermo).
Dass die byzantinische Kunst aber auch in den nordischen Ländern gewirkt hat, lässt sich insbesondere an der Pfalzkapelle im Aachener Dom Karls des Großen, die nach Vorbild der Basilika San Vitale in Ravenna errichtet wurde, sowie Bauten aus dem Zeitalter der Ottonen (Ottonische Renaissance)zeigen. Byzantinische Formen des Zentralbaus findet man zum Beispiel bei romanischen Kirchenbauten in Köln (Groß St. Martin und St. Aposteln). Sie bezeugen das hohe Ansehen der mittelbyzantinischen Zeit.
Ein Revival byzantinischer Kunst lässt sich in der Romantik des 19. Jahrhunderts feststellen. So sind in München während des Neoklassizismus zur Zeit Ludwigs I. zahlreiche repräsentative Bauten mit byzantinischen Stilmitteln (Kämpferkapitell, Mosaiken, Tonnengewölbe) wie die Allerheiligenhofkirche, das Hauptgebäude der Universität (Friedrich von Gärtner) sowie für Ludwig II. der Thronsaal im Schloss Neuschwanstein errichtet worden. Ein geplantes byzantinisches Schloss (Schloss Falkenstein) wurde nicht mehr ausgeführt.
Das bekannteste neobyzantinische Bauwerk ist die Basilika Sacré-Cœur auf dem Montmartre in Paris. Hier sind romanische und byzantinische Elemente in einer als „Zuckerbäckerstil“ getauften Übertreibung klassischer Formen vereint. Dass der neobyzantinische Stil in weiten Teilen Europas für neue Kirchenbauten genutzt wurde, zeigen auch die neuromanisch-byzantinische Ludwigskirche in München, sowie die monumentale Isaakskathedrale in Sankt Petersburg, die von Auguste de Montferrand 1818–1858 als neoklassizistischer Bau griechisch-byzantinischer Stilelemente vereinend errichtet wurde. St. Isaak kann als größtes orthodoxes Gotteshaus auch einen Rekord verbuchen, den die Hagia Sophia einst innehatte. Allein die Kuppel hebt sich auf 102 m.

### Allgemeine Einführung
- Robin Cormack: Byzantine Art. Oxford University Press, Oxford 2000, ISBN 0-19-284211-0
- Johannes G. Deckers: Die frühchristliche und byzantinische Kunst. C. H. Beck, München 2007, ISBN 978-3-406-70288-4
- Otto Demus: Byzantine Art and the West. New York 1970.
- Otto Demus (Hrsg.): Byzanz und der Westen. Studien zur Kunst des europäischen Mittelalters. Verlag der Österreichischen Akademie der Wissenschaften, Wien 1984.
- Arne Effenberger, Neslihan Asutay-Effenberger: Byzanz. Weltreich der Kunst. C. H. Beck, München 2017, ISBN 978-3-406-58702-3.

### Ausstellungskataloge
- Kurt Weitzmann (Hrsg.): Age of spirituality: late antique and early Christian art, third to seventh century. Catalogue of the exhibition at the Metropolitan Museum of Art, November 19, 1977, through February 12, 1978. Princeton University Press, Princeton 1979, ISBN 0-87099-179-5
- Byzance. L’art byzantin dans les collections publiques françaises. Musée du Louvre 3 novembre 1992 – 1er février 1993. Paris 1992. ISBN 2-7118-2606-6
- David Buckton (Hrsg.): Byzantium. Treasures of Byzantine art and culture from British collections. British Museum Press, London 1994, ISBN 0-7141-0577-5, ISBN 0-7141-0566-X
- Helen C. Evans (Hrsg.): The glory of Byzantium: art an culture of the Middle Byzantine Era A.D. 843–1261; [in conjunction with the Exhibition „The Glory of Byzantium“, held at the Metropolitan Museum of Art, New York from March 11 through July 6, 1997]. Abrams, New York 1997, ISBN 0-87099-777-7, ISBN 0-87099-778-5, ISBN 0-8109-6507-0
- Helen C. Evans (Hrsg.): Byzantium: faith and power (1261–1557); [in conjunction with the Exhibition „Byzantium: Faith and Power (1261–1557)“, held at The Metropolitan Museum of Art, New York, from March 23 through July 4, 2004]. New York: Metropolitan Museum of Art; New Haven: Yale University Press 2004, ISBN 1-58839-113-2, ISBN 1-58839-114-0, ISBN 0-300-10278-X

### Architektur
- Slobodan Ćurčić: Religious Settings of the Late Byzantine Sphere. In: Helen C. Evans (Hrsg.): Byzantium: Faith and Power (1261–1557). Yale University Press, New Haven 2004.
- Slobodan Ćurčić: Architecture in the Balkans: From Diocletian to Süleyman the Magnificent (300–1550). Yale University Press, London 2008, ISBN 0-300-11570-9
- Richard Krautheimer: Early Christian and Byzantine architecture. 4. Auflage, Penguin, Harmondsworth 1986, ISBN 0-14-056168-4, ISBN 0-300-05294-4
- Cyril Mango: Byzantinische Architektur. Belser, Stuttgart 1975, ISBN 3-7630-1703-8

### Malerei
- Hans Belting: Bild und Kult – eine Geschichte des Bildes vor dem Zeitalter der Kunst. C. H. Beck, München 1990, ISBN 3-406-34367-8.

### Glaskunst
- Axel von Saldern: Ancient and Byzantine Glass from Sardis (= Archaeological Exploration of Sardis. Band 6). Harvard University Press, Cambridge, Mass./ London 1980.